# Moteur à plat
Pour les articles homonymes, voir boxer.
Pour un article plus général, voir Architecture des moteurs à pistons.

Moteur flat-twin boxer.

Deux des types de moteurs à plat : moteur boxer (en haut) et moteur à plat à maneton partagé) (en bas).

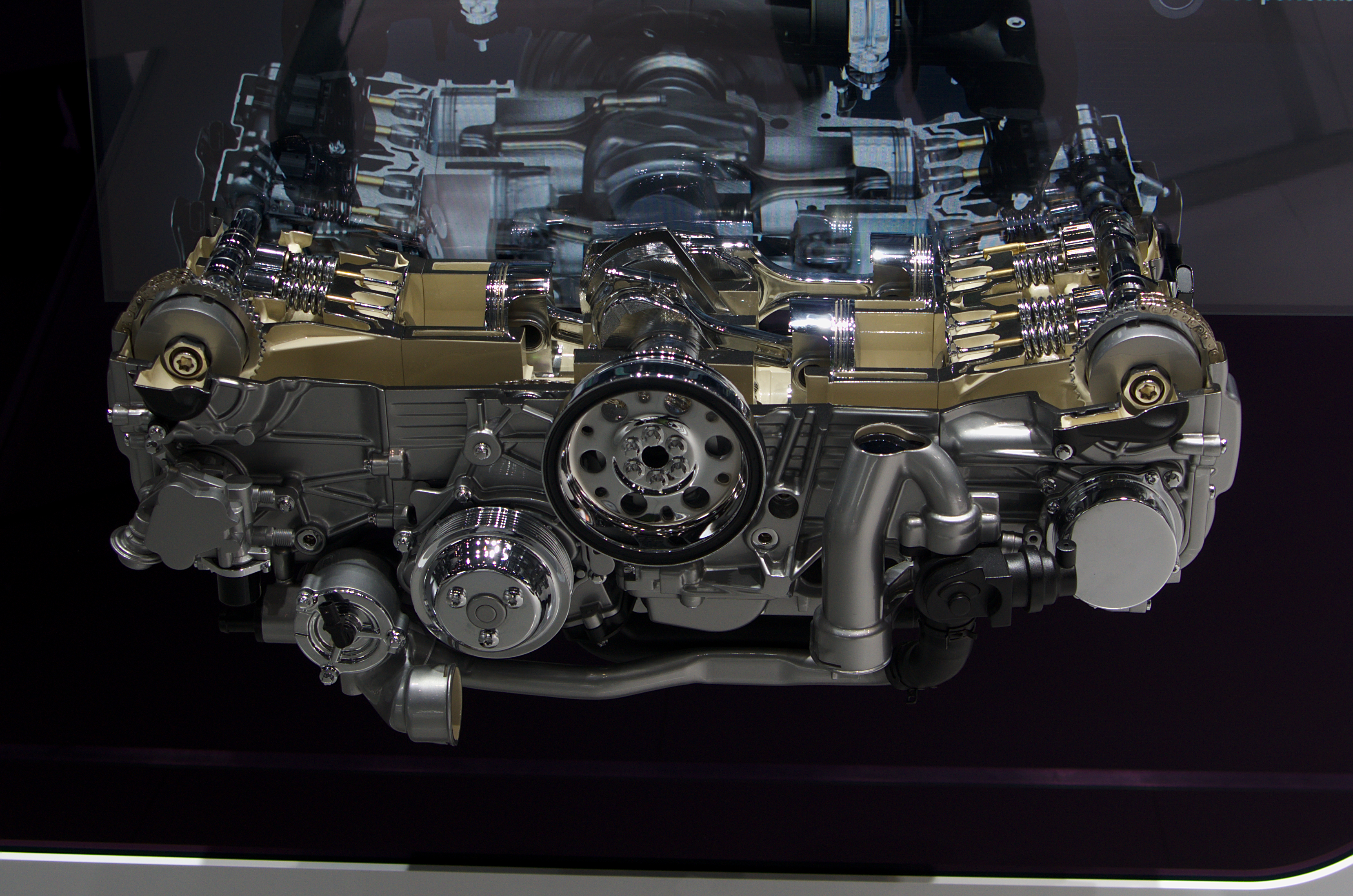
Vue coupée de moteur 6-cylindres à plat boxer Porsche.

Un moteur à plat (en anglais : « flat ») est un moteur à pistons dans lequel les cylindres et pistons (de deux à seize cylindres) sont sur un même plan (généralement horizontal) et disposés de part et d'autre du vilebrequin (quand il est unique). Parmi ces moteurs à plat, le type le plus connu est le moteur à plat communément dénommé « boxer ».  
Ce moteur est inventé et breveté en 1896 par l'ingénieur allemand Carl Benz, et repris entre autres par les frères Dodge pour motoriser la Ford A (1903), par Citroën pour la 2 CV et d'autres voitures, et en 1938 par Ferdinand Porsche (PDG fondateur de Daimler-Mercedes-Benz, Porsche et Volkswagen) pour ses mythiques Coccinelle 4-cylindres, Porsche 356 4-cylindres et Porsche 911 6-cylindres. Il est également utilisé dans le monde de la moto (par exemple la BMW R 32 et ses successeurs), de l'aviation légère, et des voitures de sport telles que les Ferrari Berlinetta Boxer et Ferrari Testarossa à moteur 12-cylindres à plat des années 1970-1980.
Les moteurs boxer ont la particularité d'avoir leurs pistons qui s'opposent deux à deux (opposition de phase à 180°) afin de réaliser à la fois le meilleur compromis d'équilibrage des équipages mobiles mais aussi d'offrir la meilleure régularité cyclique des mises à feu des cylindres. On rencontre ce type boxer presque toujours sur les moteurs à plat de 2, 4 et 6 cylindres. Cela explique l'abus de langage constaté entre « moteur boxer » et « moteur à plat », les moteurs boxer étant une sous-famille des moteurs à plat.
On pourra noter le cas singulier du moteur à 12 cylindres à plat qui, par l'accouplement de 2 bancs de 6 cylindres en ligne (intrinsèquement équilibrés) ne nécessite pas d'utiliser le principe boxer pour réaliser un très bon équilibrage, ni des masses des équipages mobiles, ni pour réaliser un parfait fractionnement des mises à feu. De fait les 12 cylindres à plat utilisent très généralement un vilebrequin à manetons partagés pour les cylindres opposés, qui a pour effet de simplifier le vilebrequin et raccourcit sensiblement le moteur comparativement.
Des moteurs beaucoup plus rares comme des 8 cylindres à plat pourront cette fois utiliser des vilebrequins de type "cruciformes" où  l'accouplement des cylindres opposés ne se fait, cette fois, ni via une configuration boxer, ni au travers d'un partage des manetons, mais en utilisant des manetons décalés à un angle différent de 180°.

## Histoire et application

### XIXesiècle
En 1885, l'inventeur allemand Carl Benz (PDG fondateur de Benz & Cie) conçoit et développe ses premiers Tricycle Benz 1 à moteur deux temps monocylindre horizontal (première voiture à moteur à essence de série de l'histoire de l'automobile, avec les véhicules à moteur Daimler Type P V2 de Daimler, qui révolutionne le monde d'alors). Son second moteur Kontra-Motor (« moteur contre ») 2-cylindres à plat (développé avec August Horch) motorise ses Benz Ideal de 1894, et modèles suivants jusqu'aux premiers 4-cylindres en ligne du début des années 1900,.
Anecdote historique de dépôt de brevet de propriété industrielle : lorsque Carl Benz dépose en 1894 son brevet de moteur bicylindre « à plat » (variante du brevet de moteur Daimler Type P V2 Daimler de 1887) d'autres inventeurs déposent des brevets pour des variantes de cette invention révolutionnaire, dont De Dion-Bouton qui dépose un brevet de prototype de « moteur à cylindres opposés » le 18 juillet 1895, Armand Peugeot avec son moteur horizontal Peugeot de 1896 (2-cylindres en ligne horizontal), et Henry Ford aux États-Unis avec le bicylindre en ligne horizontal de sa Ford Quadricycle de 1896.

Quelques moteurs à plat anciens et historiques
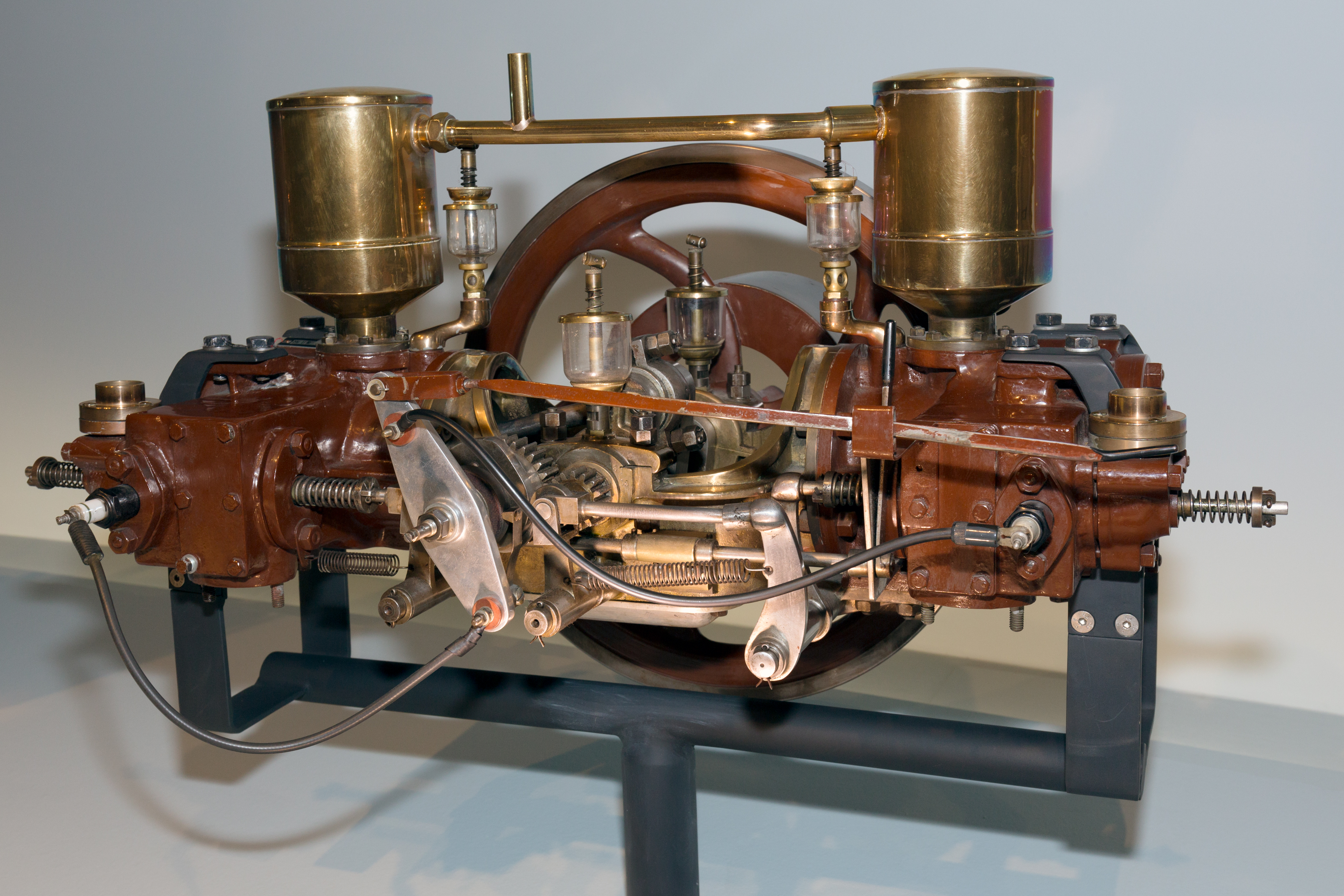
Premier Contra-motor Benz & Cie 2-cylindres (1894), musée Mercedes-Benz de Stuttgart.
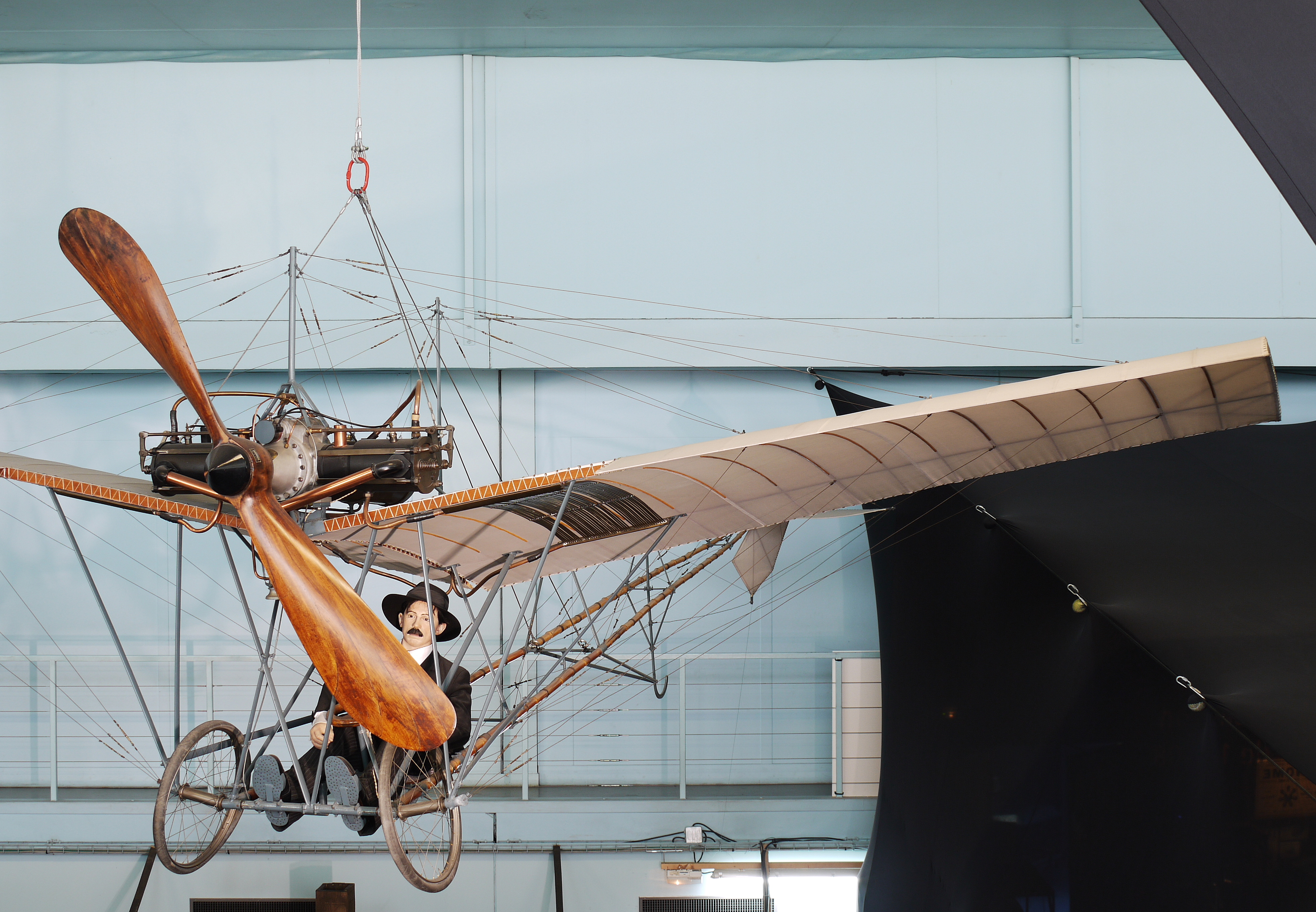
Avion Demoiselle à moteur flat-twin Darracq d'Alberto Santos-Dumont (1907).
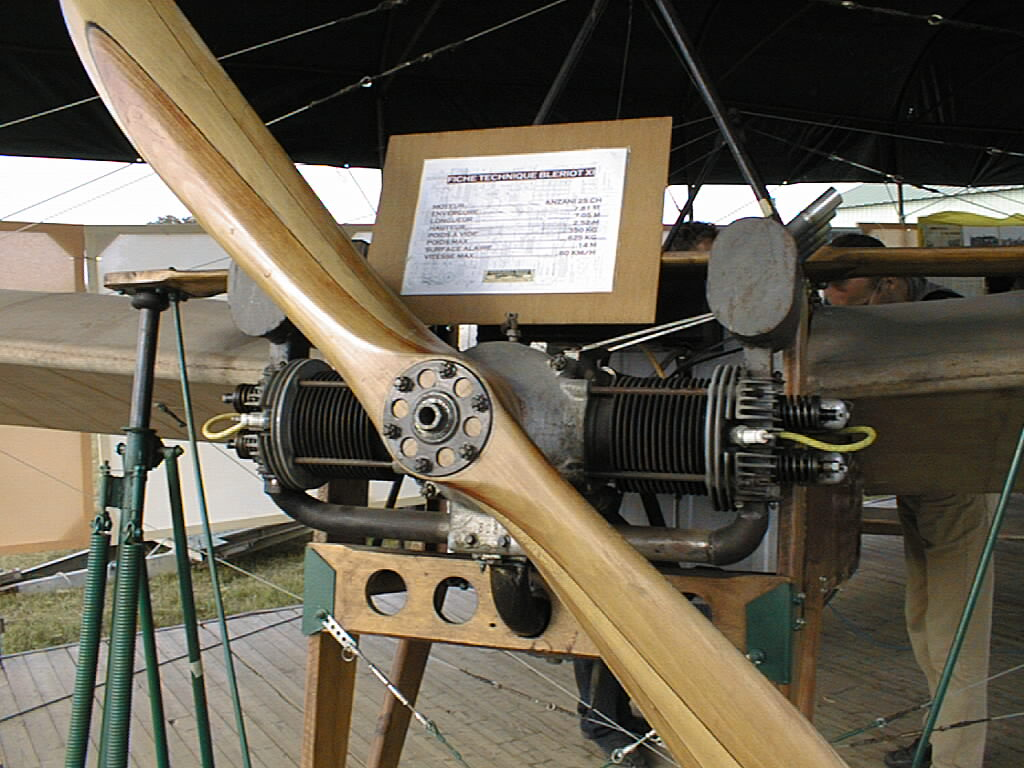
Blériot XI avec un moteur Anzani du type utilisé pour traverser la manche.
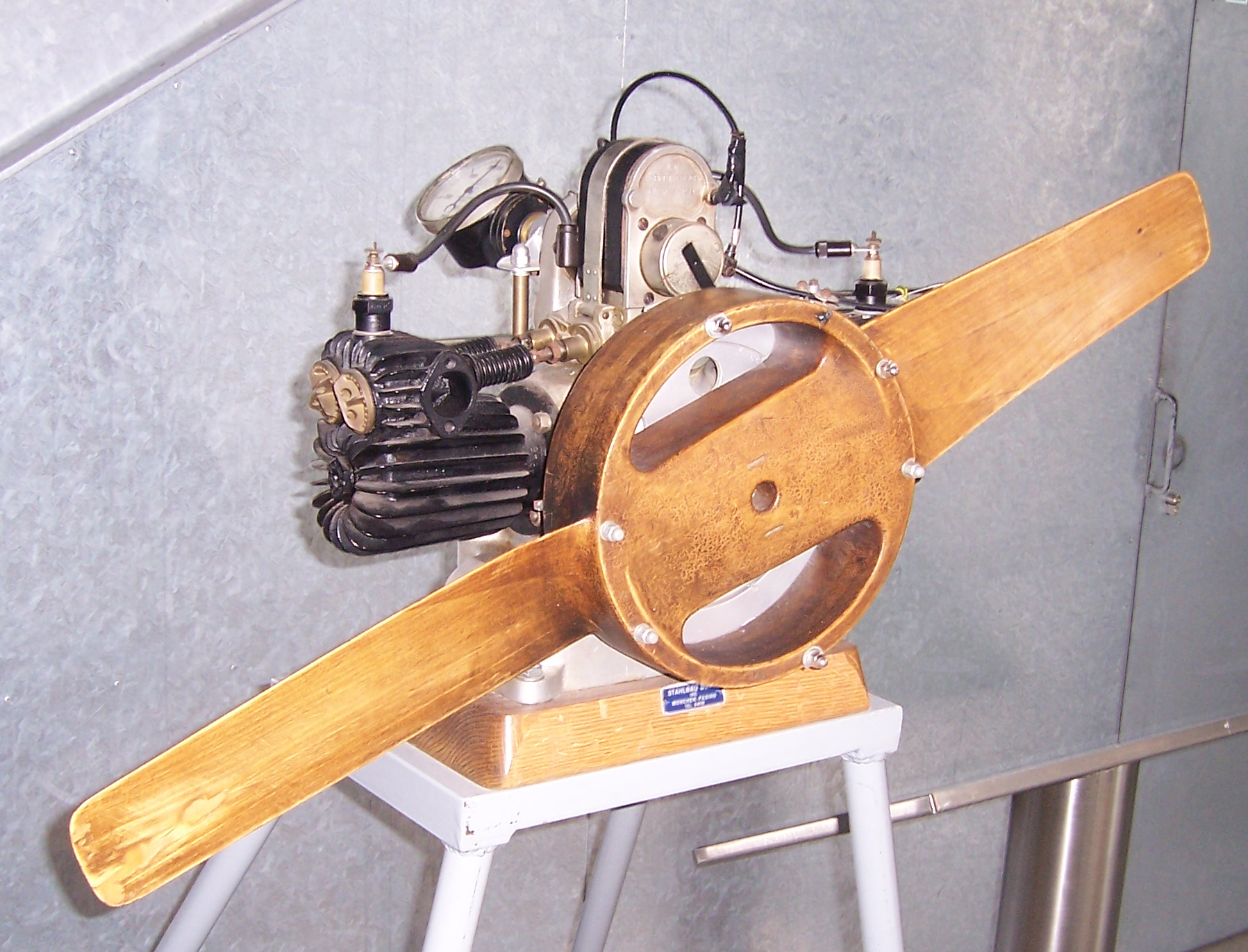
Moteurs d'avions BMW M2B15 (en), Deutsches Museum de Munich (1920-1923).
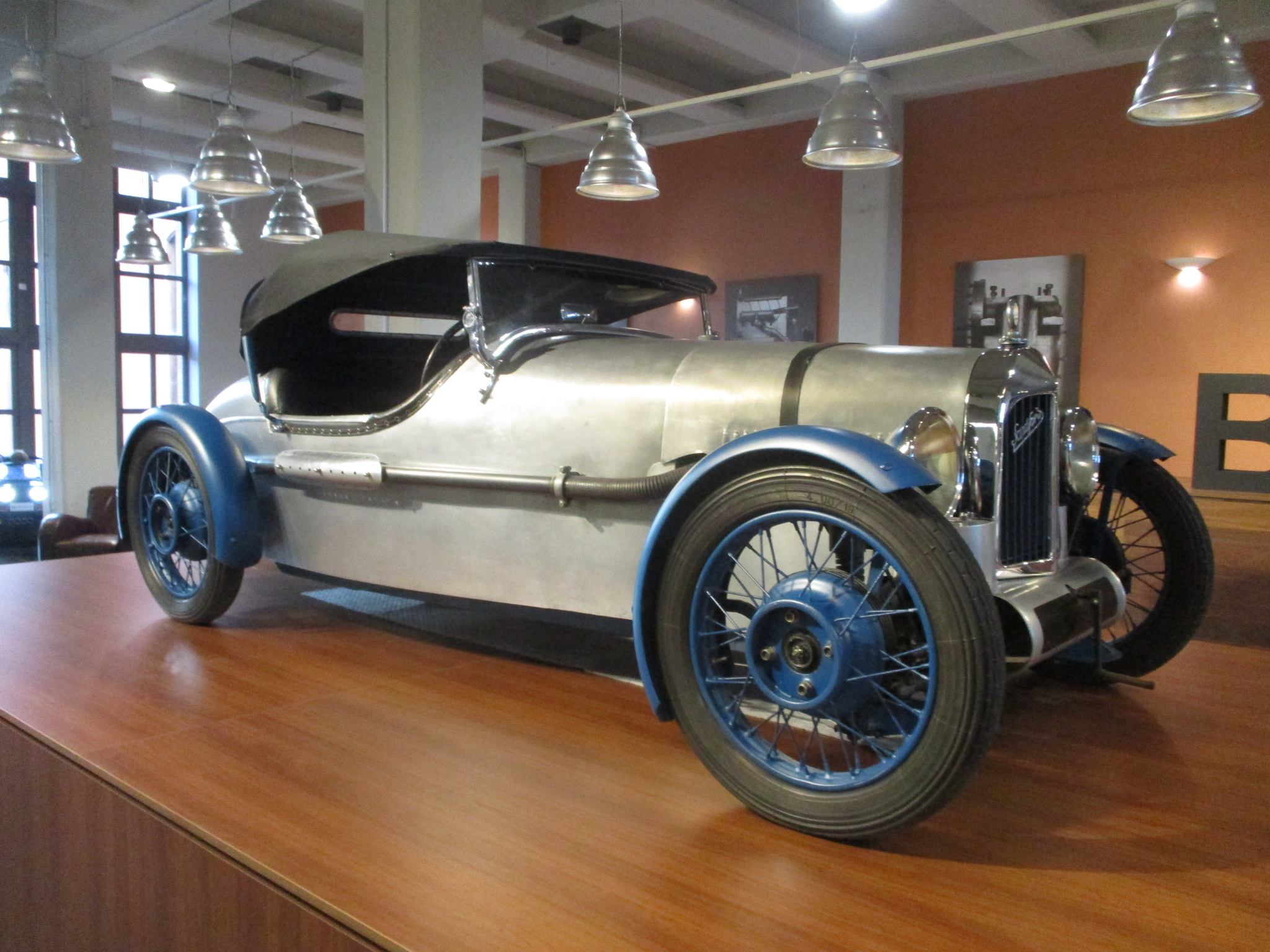
Sandford cyclecar flat-twin (1922).

### XXesiècle

Moteur flat-twin boxer.

En France, Gnome et Rhône propose un bicylindre à plat culbuté (technique encore très peu employée dans le civil) sur sa moto ABC en 1919, d'autres suivront dans les années 1930 : 500 V2 (à soupapes latérales), 500 CV2 (culbuté), 750 X (culbuté) ainsi que les militaires 750 XA (culbuté) et enfin 800 AX2 (à soupapes latérales).
En 1938-39 en France, Citroën étudie pour la TPV qui deviendra la  2 CV en 1939, un flat-twin maison, tout d'abord à refroidissement liquide pour plus de 200 2cv de présérie de 1939 (jamais commercialisées du fait de la guerre), puis un moteur simplifié à refroidissement par air qui sera commercialisé de 1948 à 1990. Évoluant au fil du temps, il sera monté aussi sur les Ami 6, Dyane, Méhari, Ami 8, LN et pour son ultime évolution en 652 cm3 sur LNA et Visa. Après le rachat de Panhard, un 4-cylindres à plat Citroën sera développé pour la Citroën GS puis GSA, il équipera également l'Ami super, l'Axel et l'Oltcit.
Panhard avait fait du bicylindre à plat une de ces spécificités : DB coach, Panhard Dyna X, Dyna Z, PL 17, 24, CD, Junior, et le déclina sur des engins de combat en 12-cylindres (flat-12) EBR et AML.

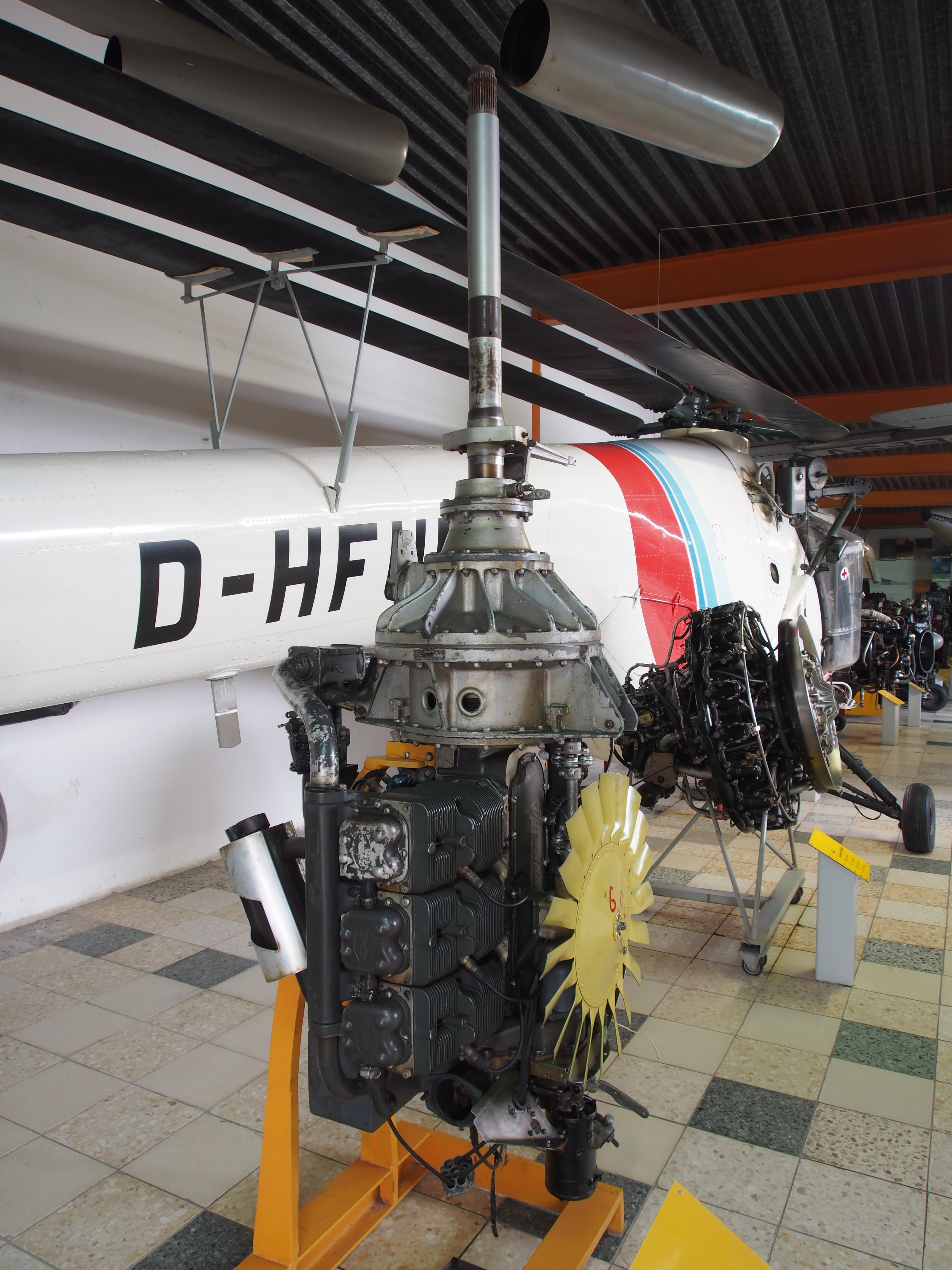
Moteur 6-cylindres vertical de rotor d'hélicoptère Franklin O-335, et de Tucker '48.

BMW s'est fait spécialiste du bicylindre à plat sur ses motos depuis le début des années 1920.
À partir de 1938 l'inventeur allemand Ferdinand Porsche (PDG fondateur de Daimler-Mercedes-Benz, Porsche et Volkswagen) conçoit et commercialise sa mythique Volkswagen Coccinelle (« voiture du peuple » en allemand) à moteur 4-cylindres à plat Benz refroidi par air, à la demande du chancelier du Reich Adolf Hitler, produite après guerre à plus de vingt millions d’exemplaires. Ce moteur anime également des Buggy, Volkswagen Combi, Volkswagen SP, Volkswagen Karmann Ghia, Type 3 et Type 4. À noter que la Coccinelle est quasiment la copie conforme de la Tatra 570 de 1933.
À partir de 1939, Ferdinand Porsche et son fils Ferry Porsche motorisent leurs voitures de sport Porsche avec leurs célèbres moteurs 4- puis 6-cylindres à plat (Porsche Type 64 4-cylindres de 1939, Porsche 356 4-cylindres de 1948, Porsche 912 4-cylindres, Porsche 911 6-cylindres de 1959 Porsche 914 4- et 6-cylindres, Porsche Boxster de 1996, Lykan HyperSport, et nombreuses variantes. Ils sont également utilisés en compétition en 6-, 12- voire 16-cylindres, pour motoriser, entre autres, des Porsche 360 Cisitalia 12-cylindres 1947, Porsche 917 12- et 16-cylindres de 1970, et Porsche 962 6-cylindres de 1984.
Entre les années 1960 et années 1980 Ferrari développe ses célèbres moteurs 12-cylindres à plat pour ses 312 T, Pinin, 312 B, et Berlinetta Boxer, 365 GT4 BB, 512 BB, et Testarossa.
Depuis la fin des années 1950 et jusqu'à aujourd'hui, presque tous les moteurs du constructeur japonais Subaru sont de type boxer.

Quelques automobiles à moteur à plat
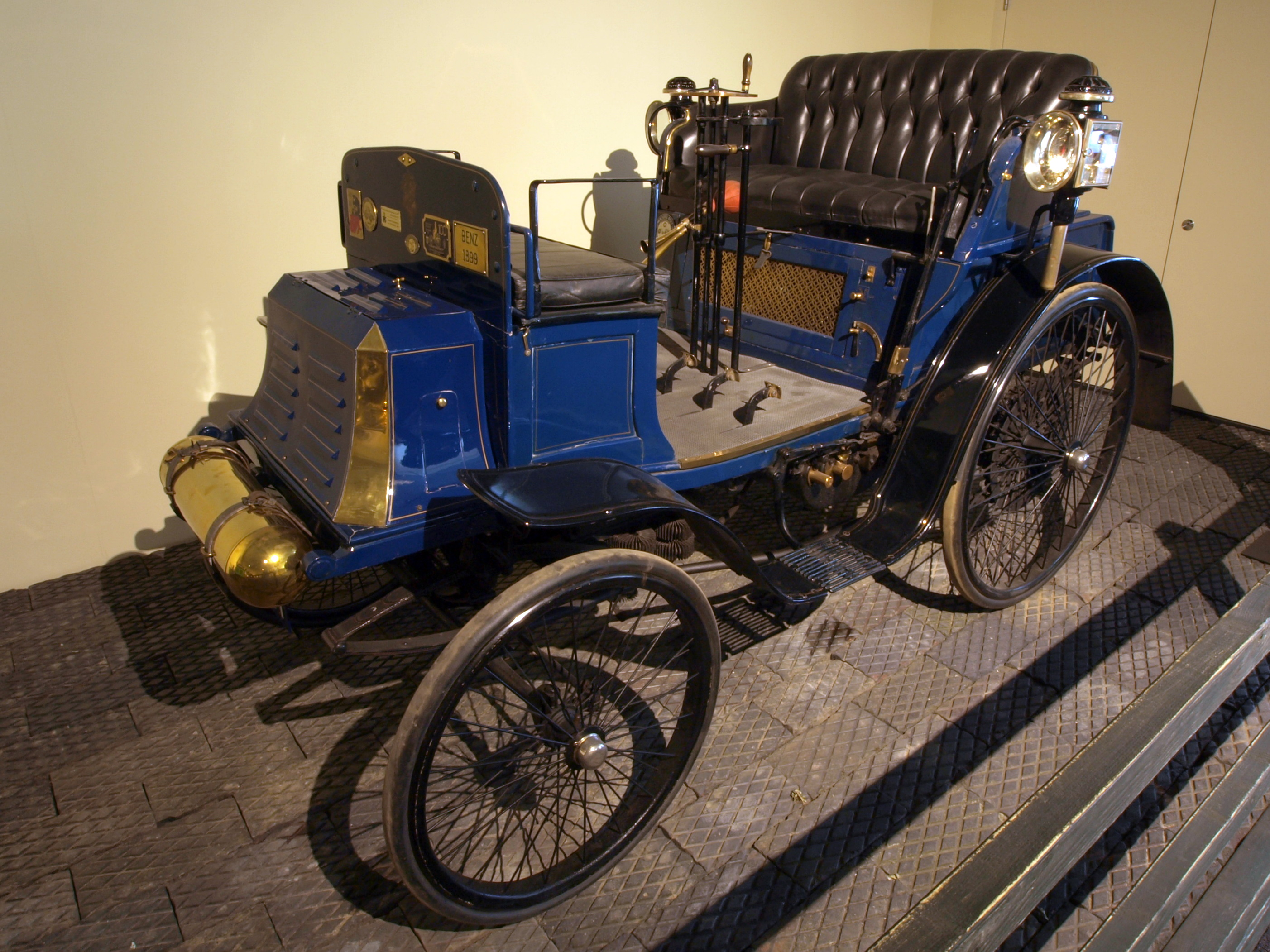
Benz Ideal (1894), première voiture à moteur à plat, musée Louwman.
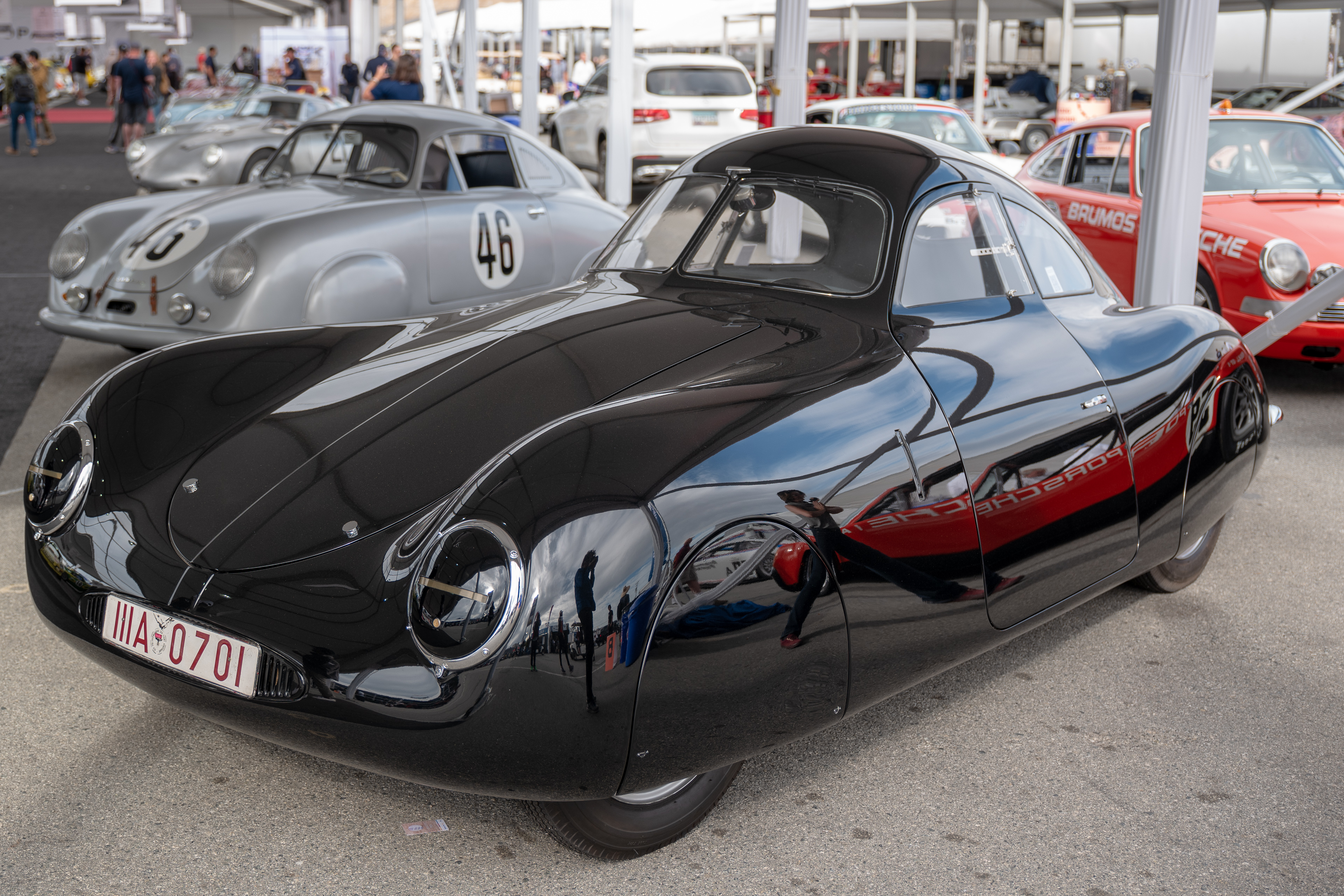
Porsche Type 64 (1938) 4-cylindres de Coccinelle.
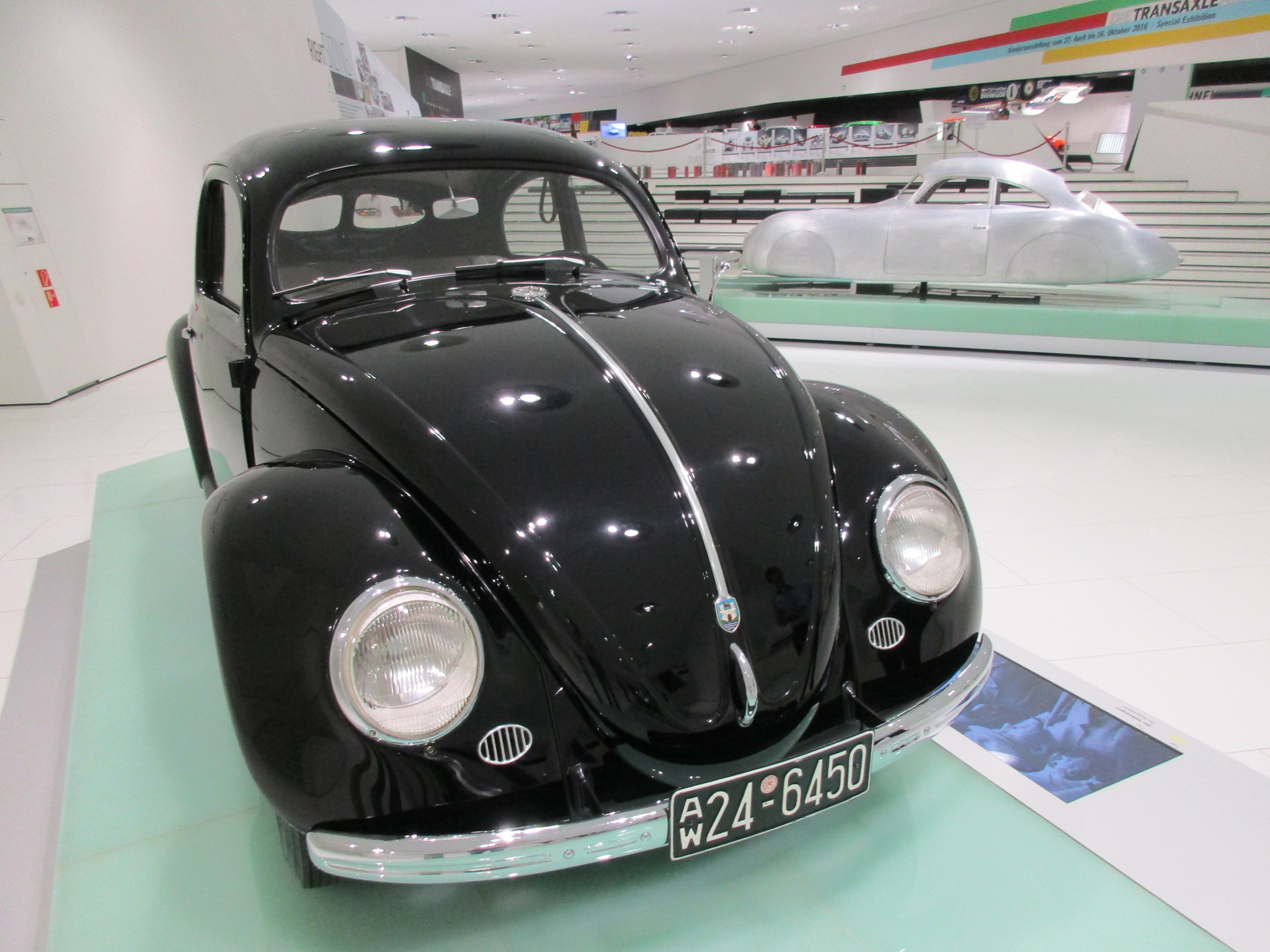
Coccinelle (1938-2003) et Porsche Type 64 (1938), Porsche Museum.
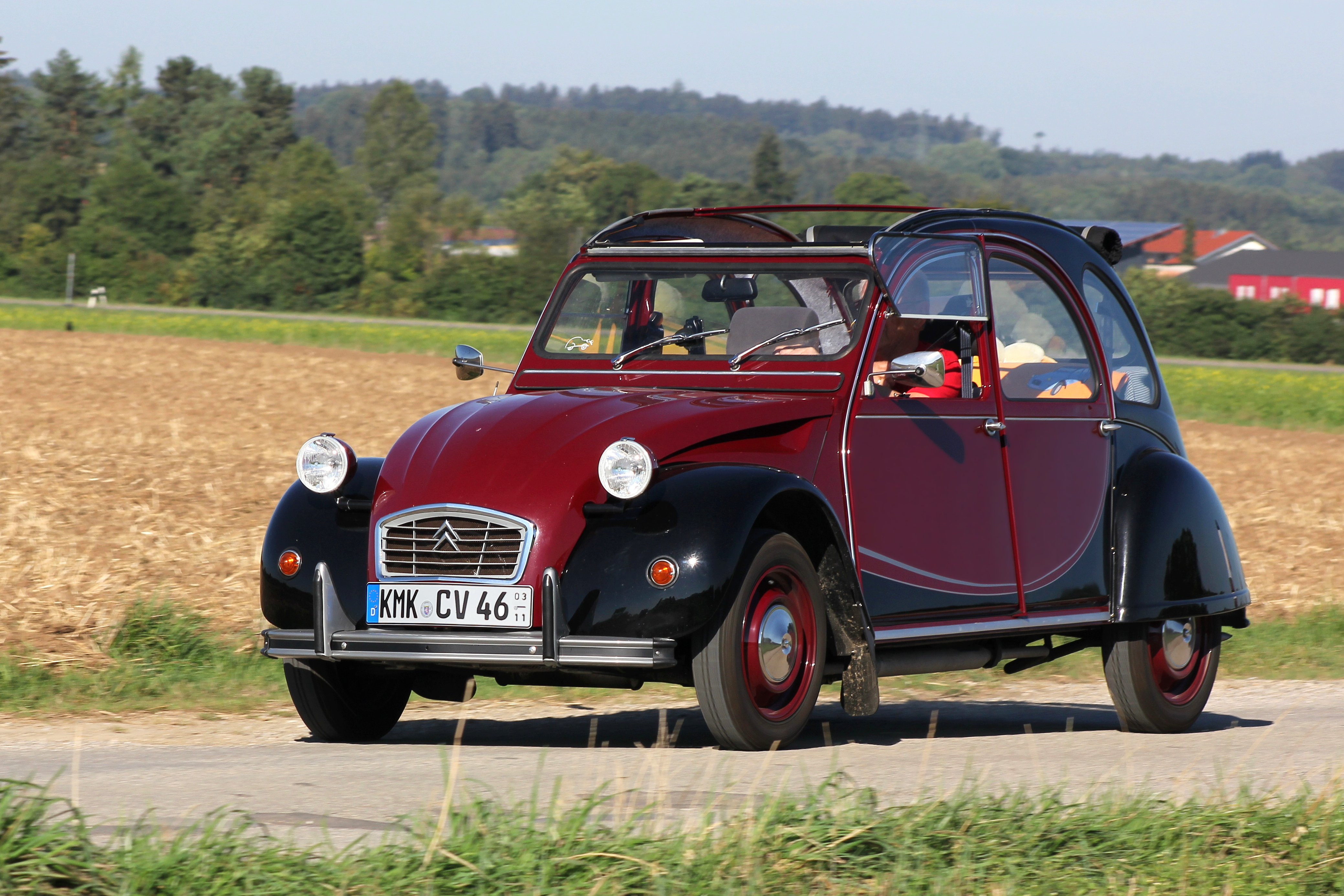
Citroën 2 CV (1948), bicylindre boxer Citroën.
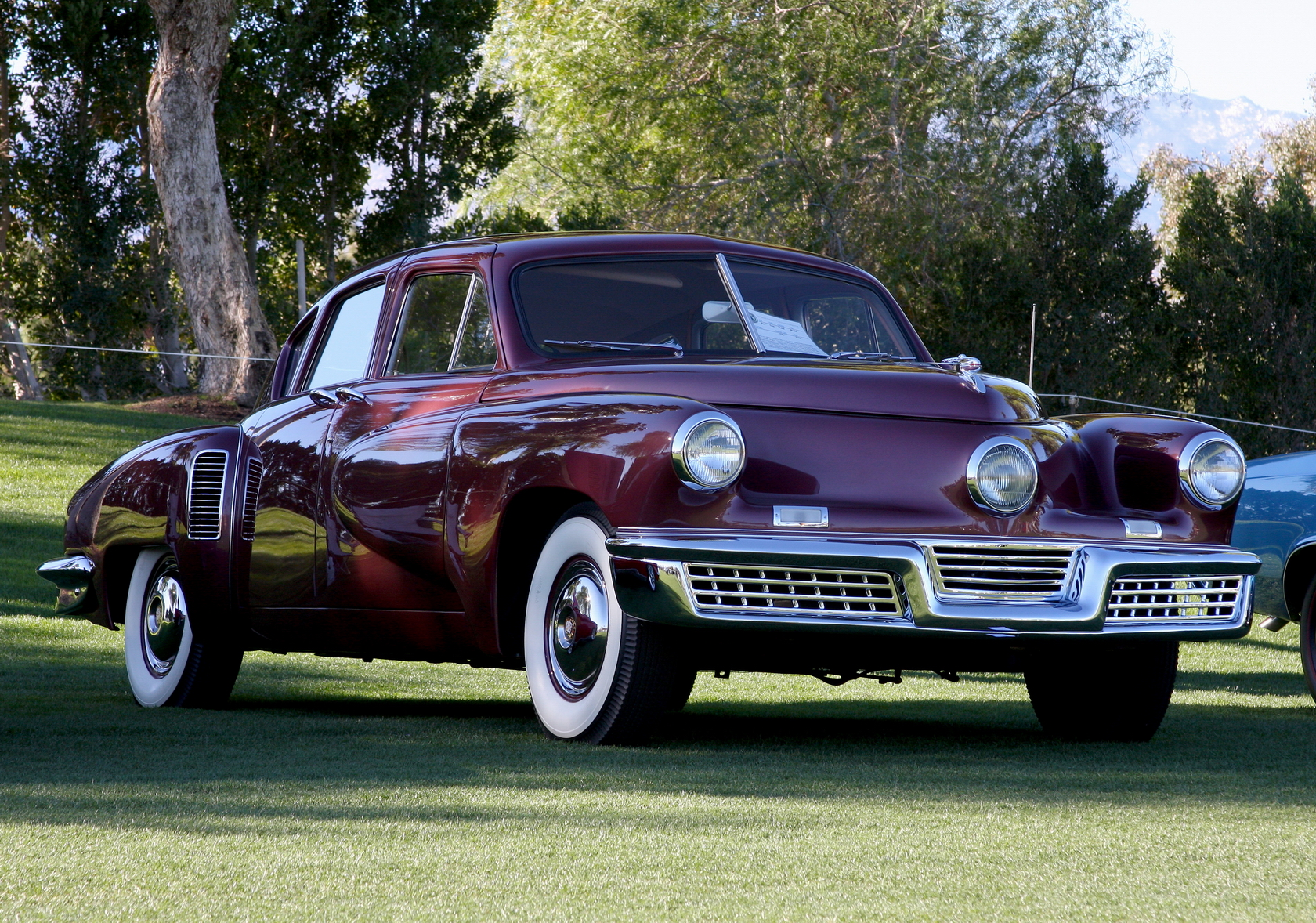
Tucker '48 (1948) 6-cylindres d’hélicoptère.
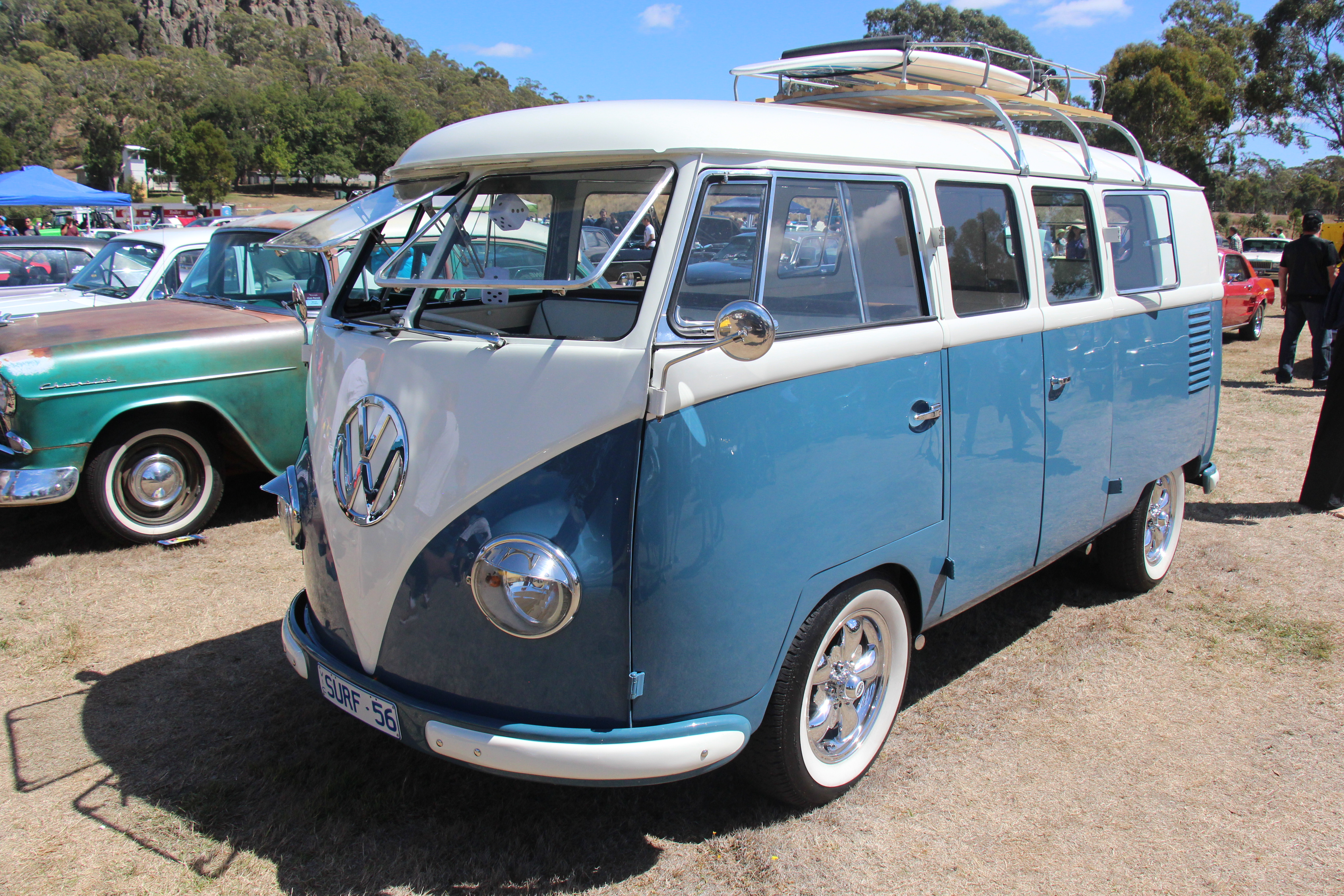
Volkswagen Combi (1950) 4-cylindres de Coccinelle.
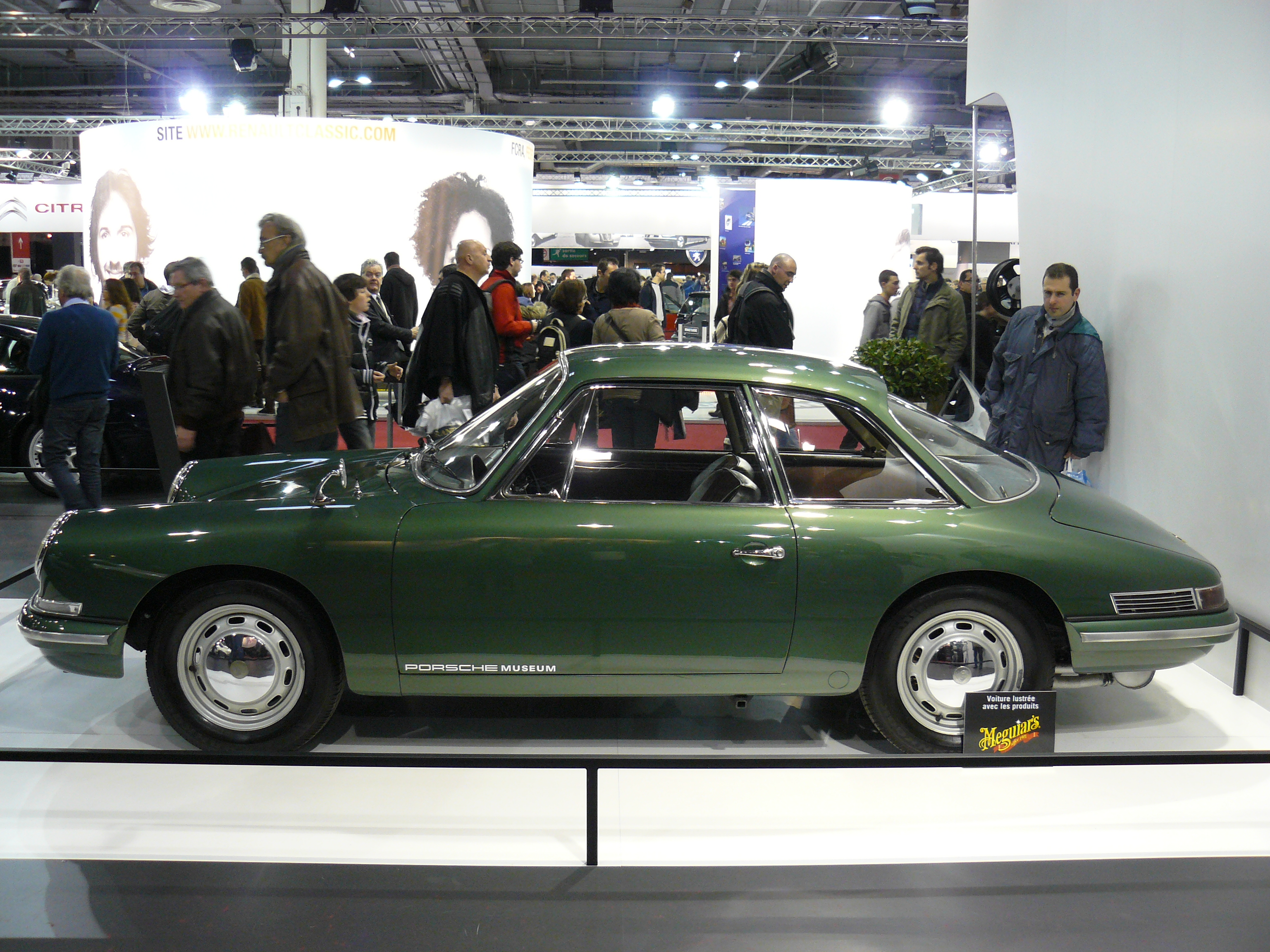
Porsche 911 6-cylindres, depuis 1959 (Retromobile 2013).
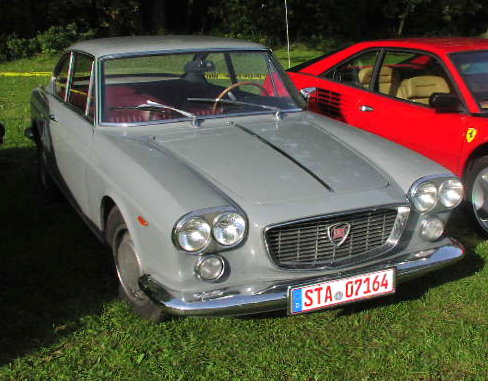
Lancia Flavia 1960
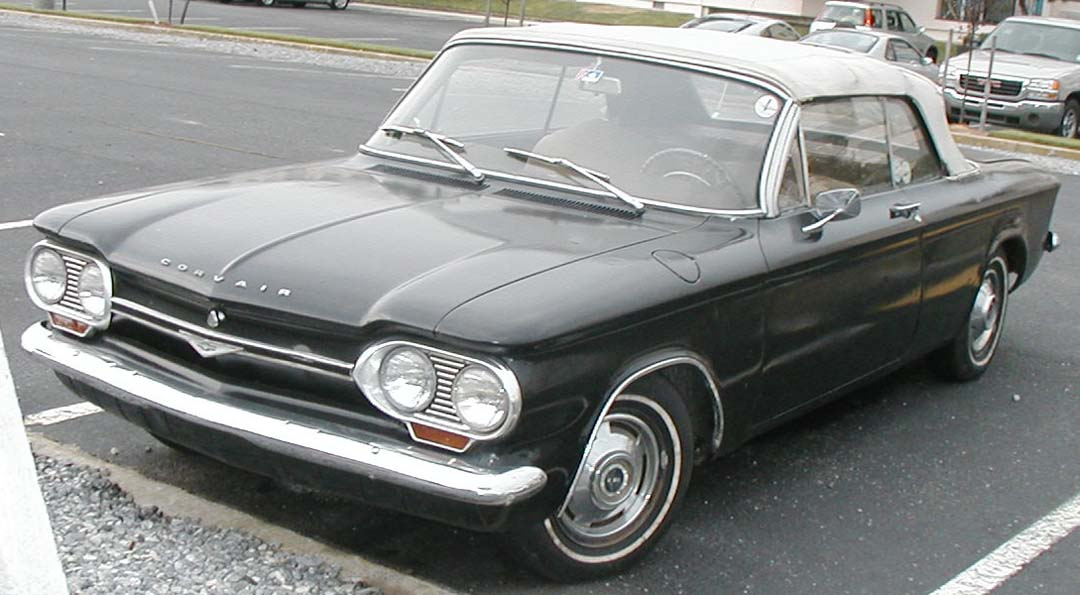
Chevrolet Corvair convertible 6-cylindres, 1960
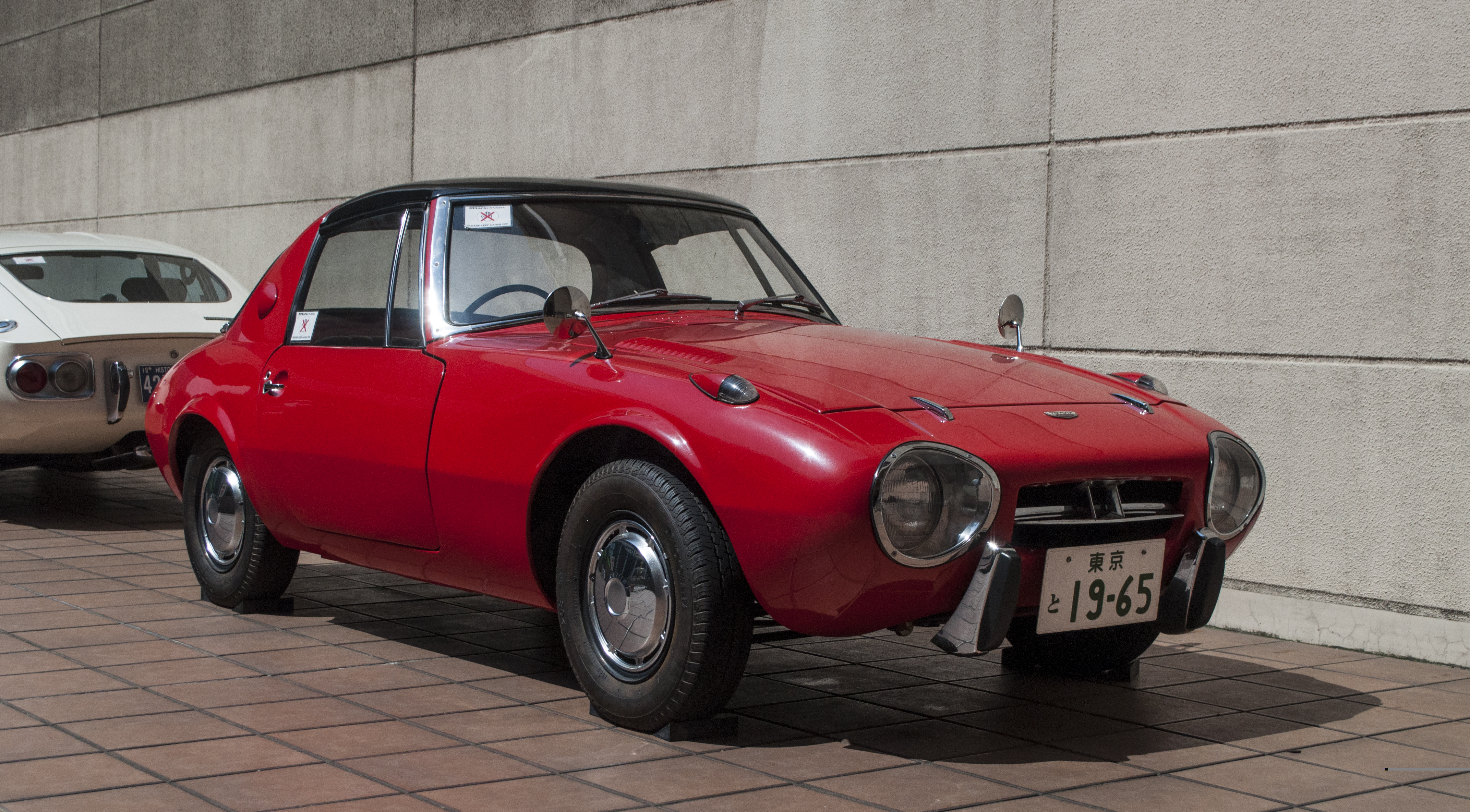
Toyota Sports 800 bicylindre de 1965
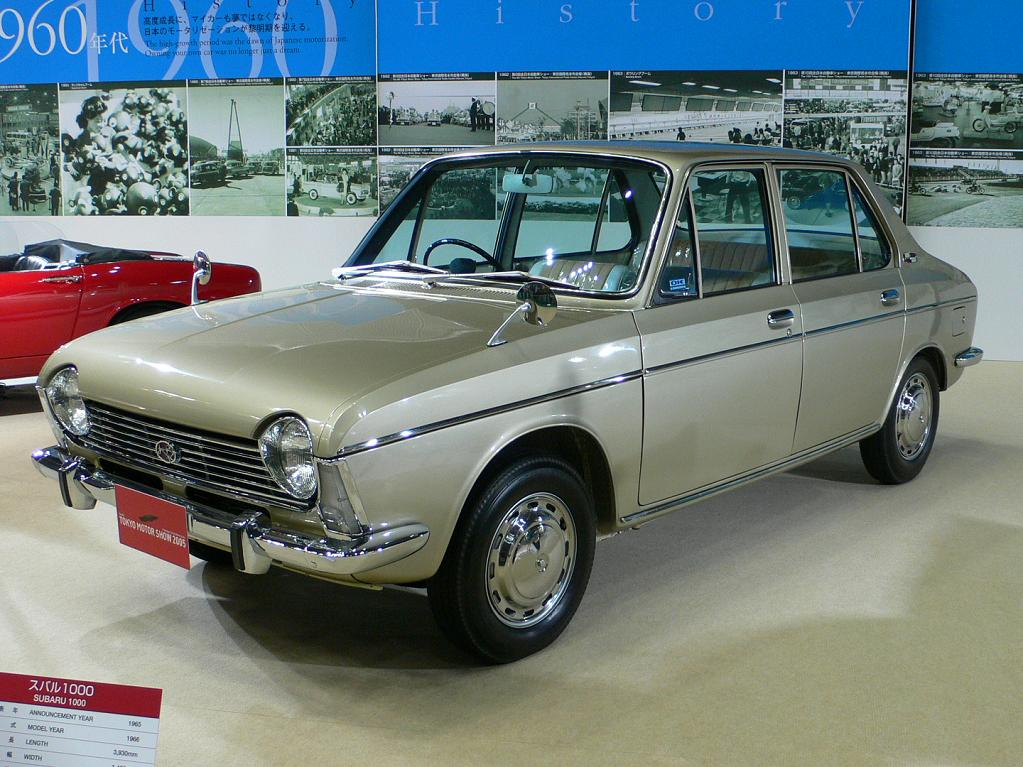
Subaru 1000 4-cylindres de 1966
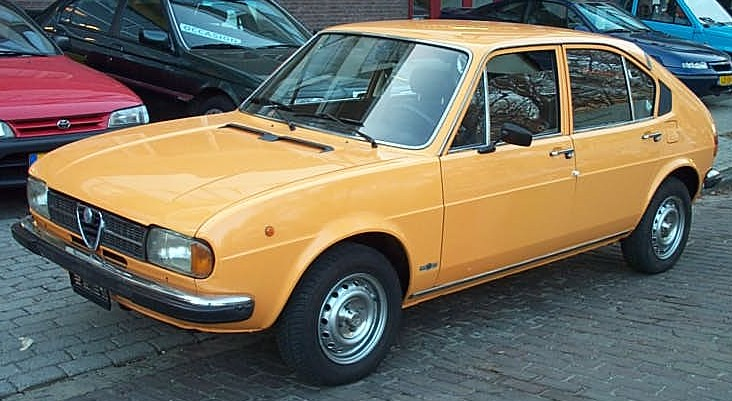
Alfa Romeo Alfasud 4-cylindres de 1972
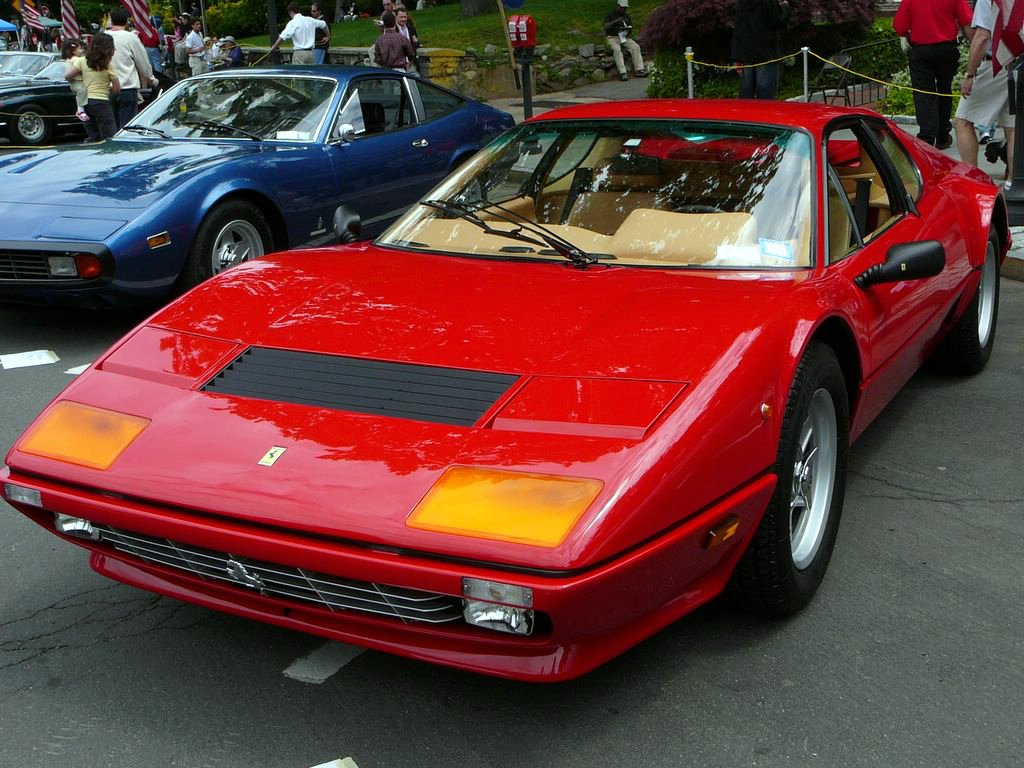
Ferrari Berlinetta Boxer, moteur 12-cylindres en V à 180°.
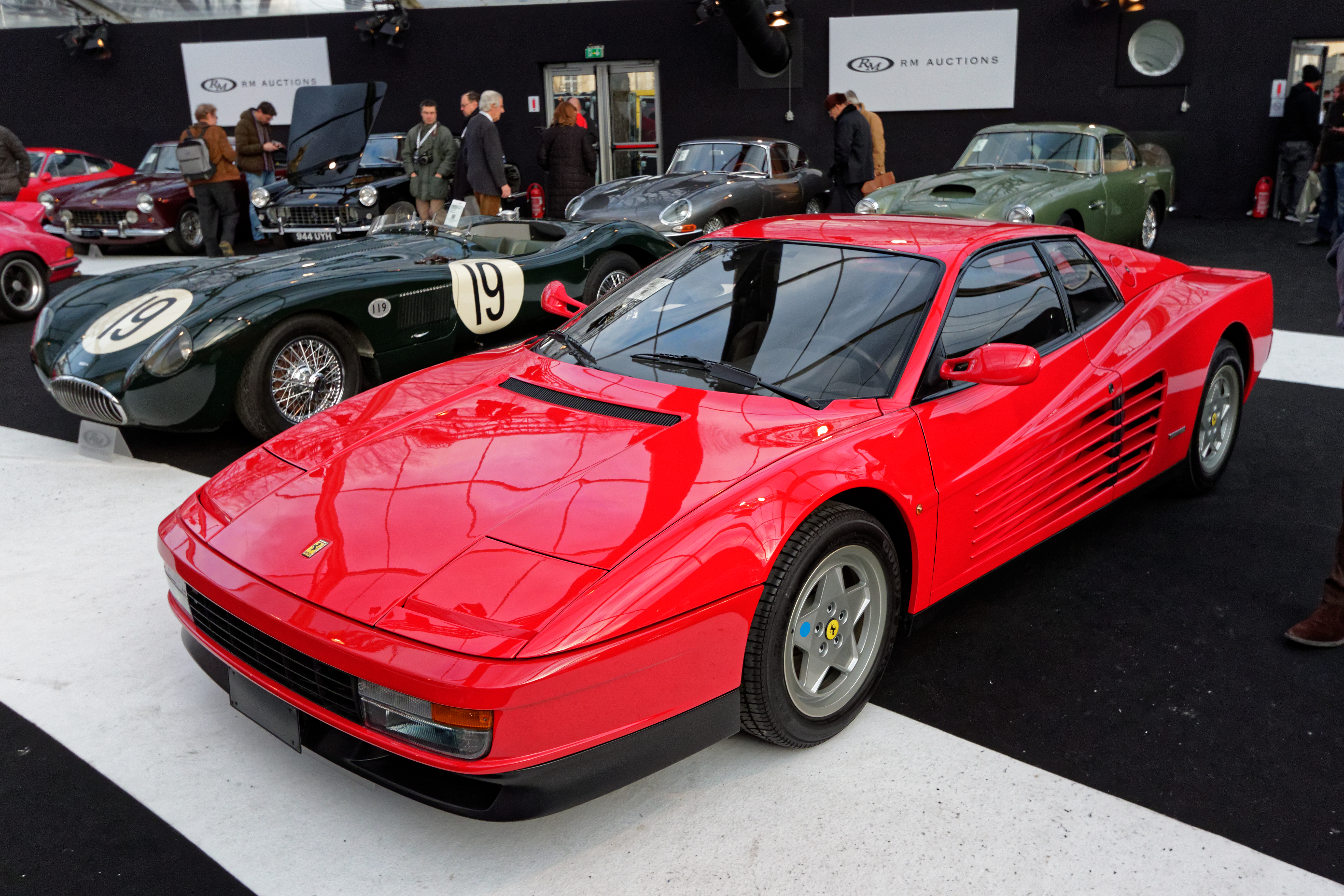
Ferrari Testarossa, moteur 12-cylindres en V à 180°.
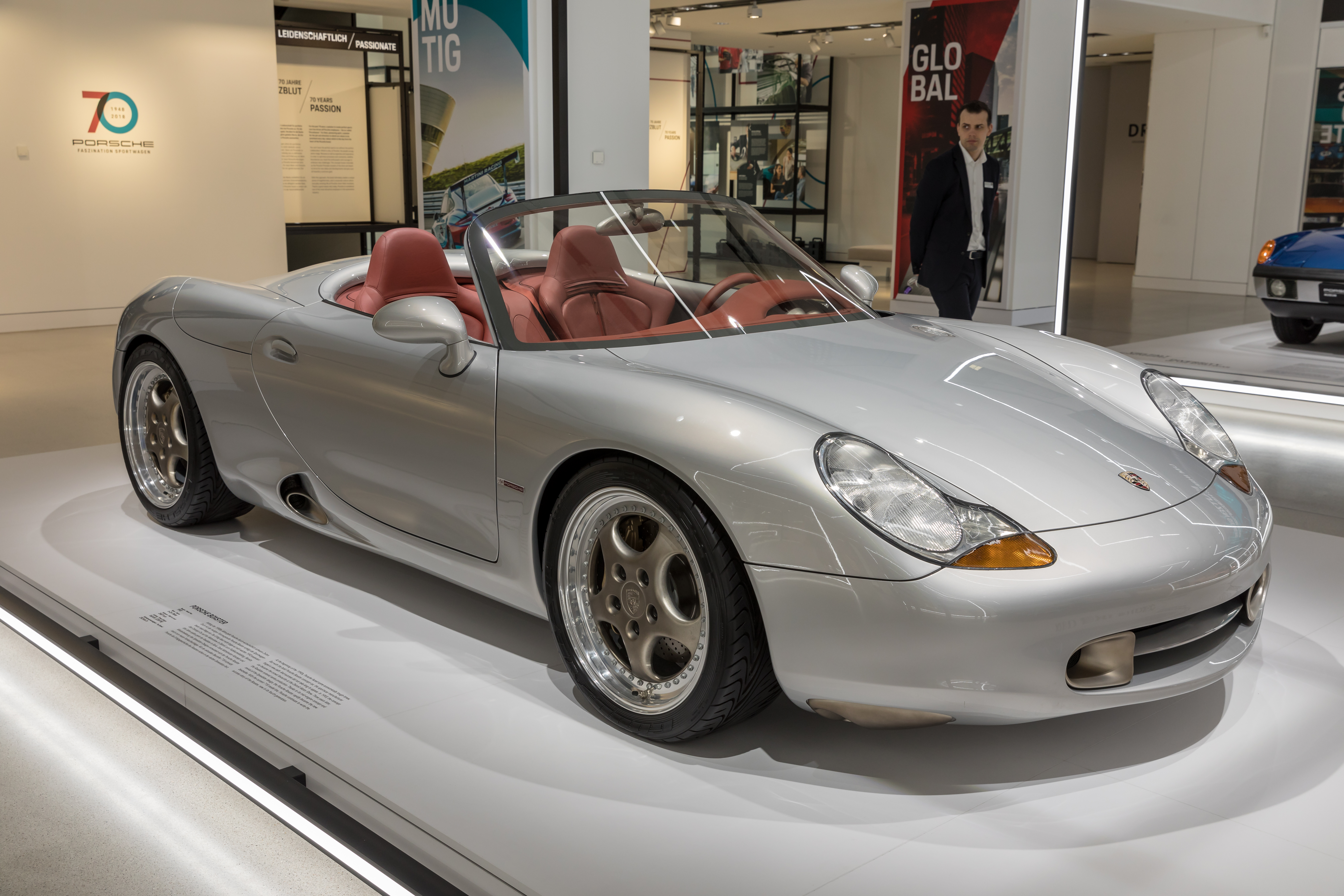
Porsche Boxster 4- ou 6-cylindres (1990).
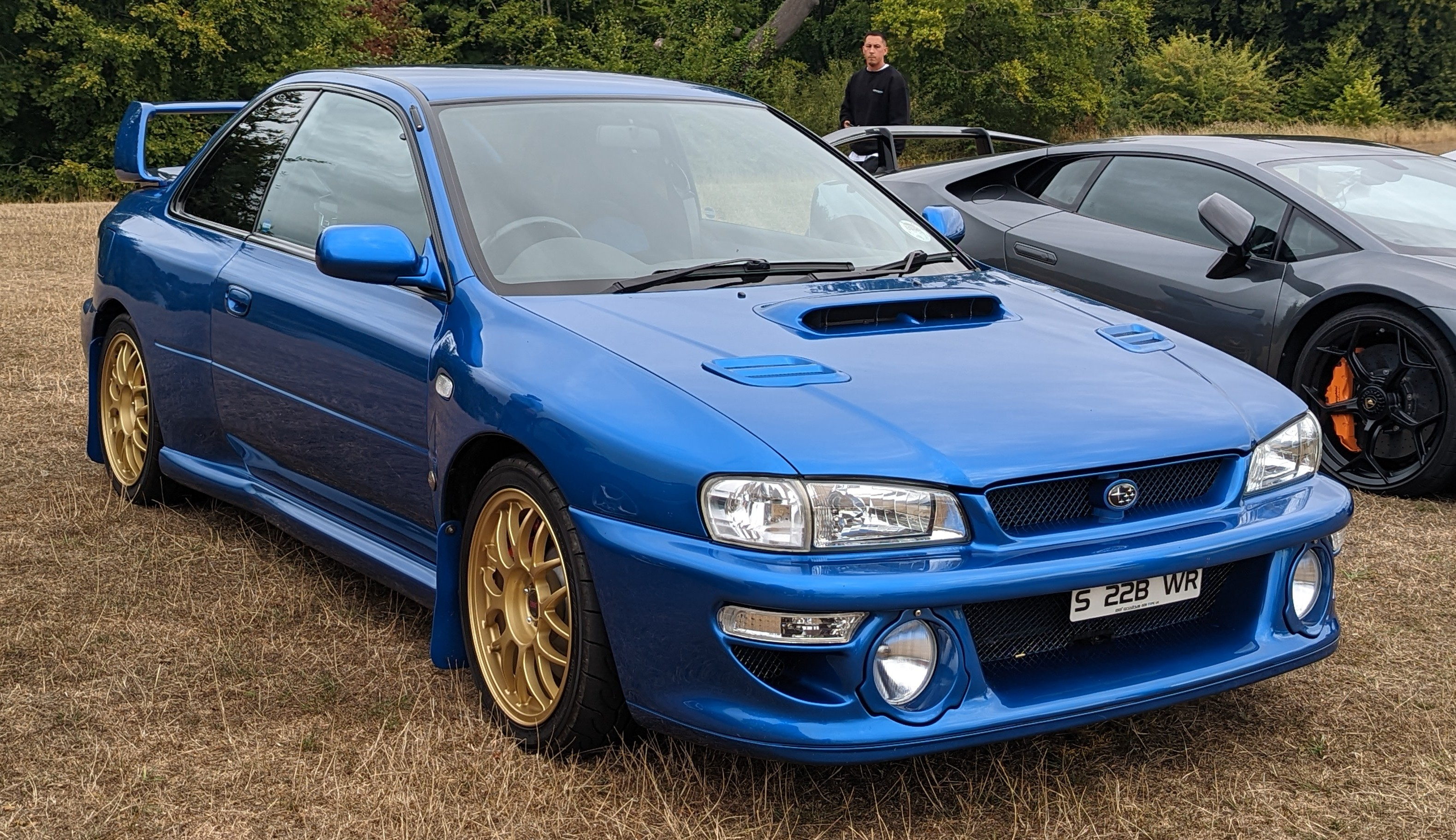
Subaru Impreza 22B STi 1999
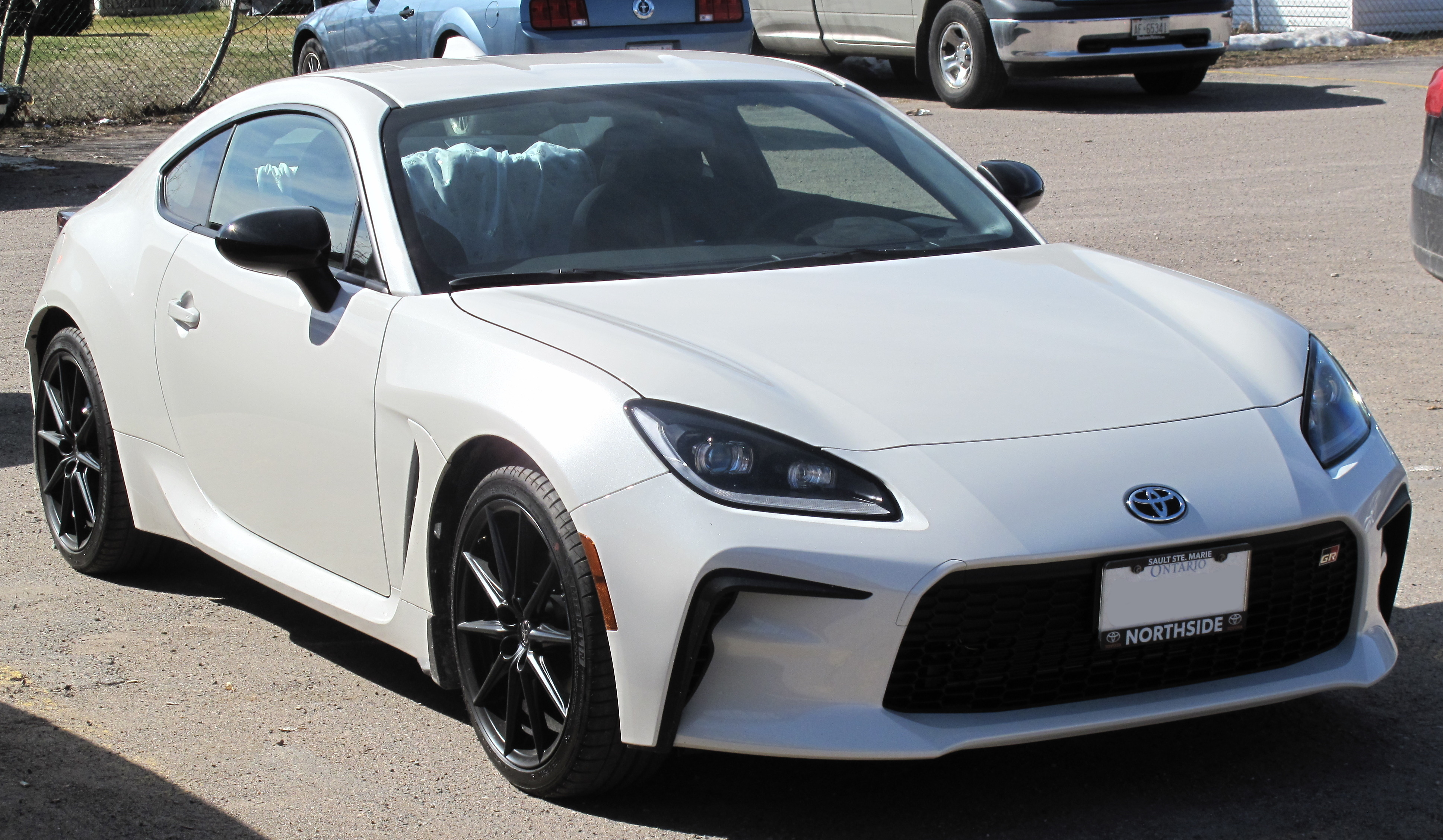
Toyota GR86 de 2022

#### Aviation légère
Beaucoup d'avions légers sont équipés de moteurs à plat refroidis par air (le vent apparent généré par l'hélice), car cette disposition bénéficie d'un faible maître couple frontal qui est favorable en termes de traînée aérodynamique : on peut citer les moteurs Textron-Lycoming (quatre et six cylindres à plat) qui furent également installés sur l'automobile Tucker, le moteur Renault SMA 4-cylindres à plat Diesel, les moteurs Rotax très appréciés sur les ULM....et même le moteur de la Coccinelle VW qui fut installé dans les avions légers dus à l'ingénieur constructeur Fournier.

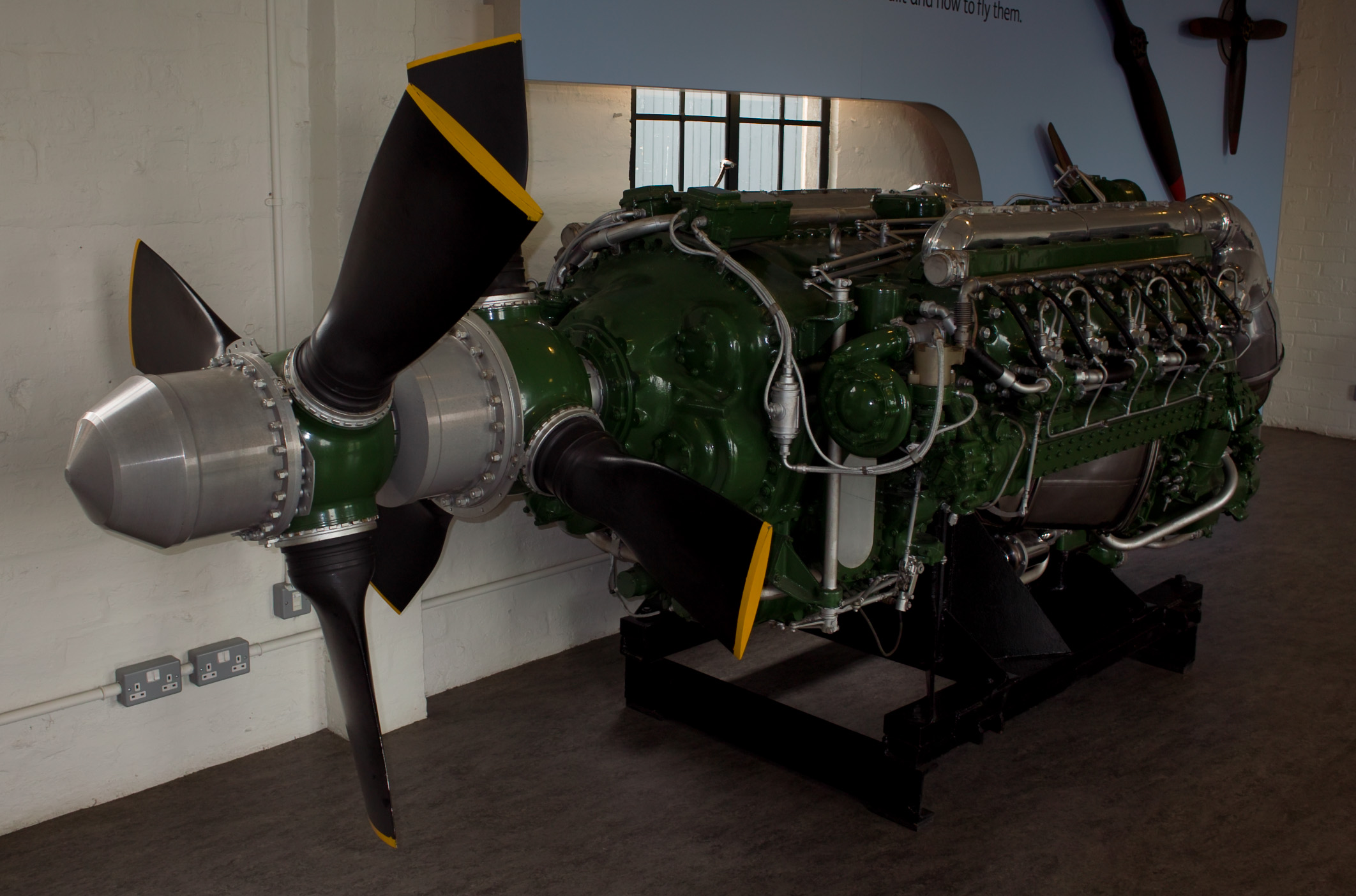
Napier Nomad 12-cylindres de 3 150 ch (1949).
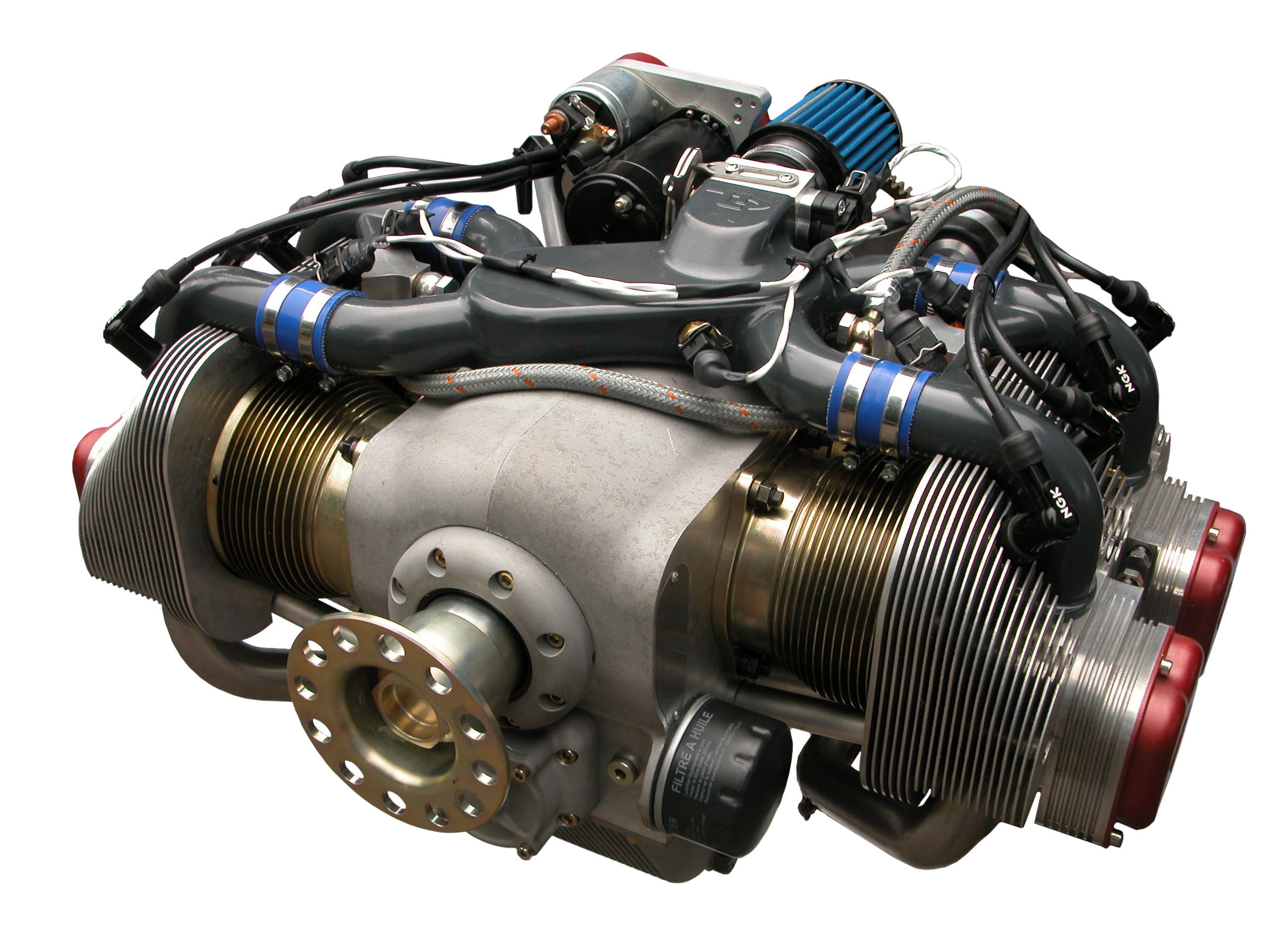
Moteur UL260i flat-4.
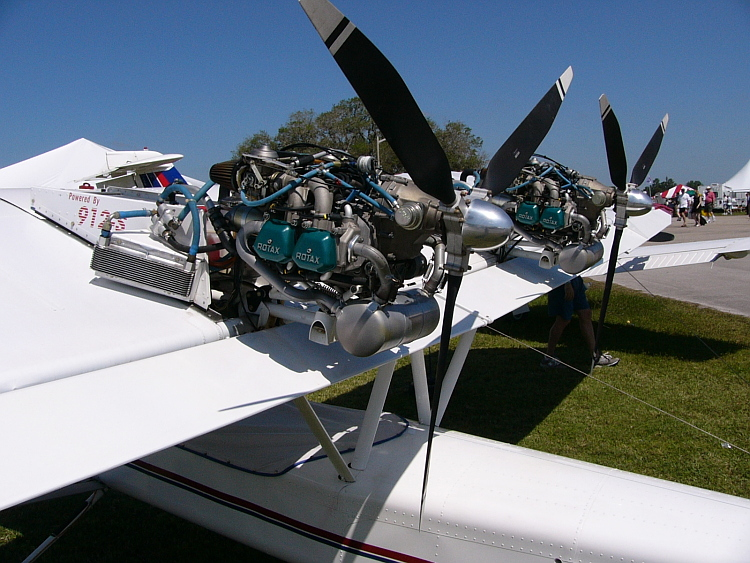
Rotax 912 de Lockwood Aircam (en).
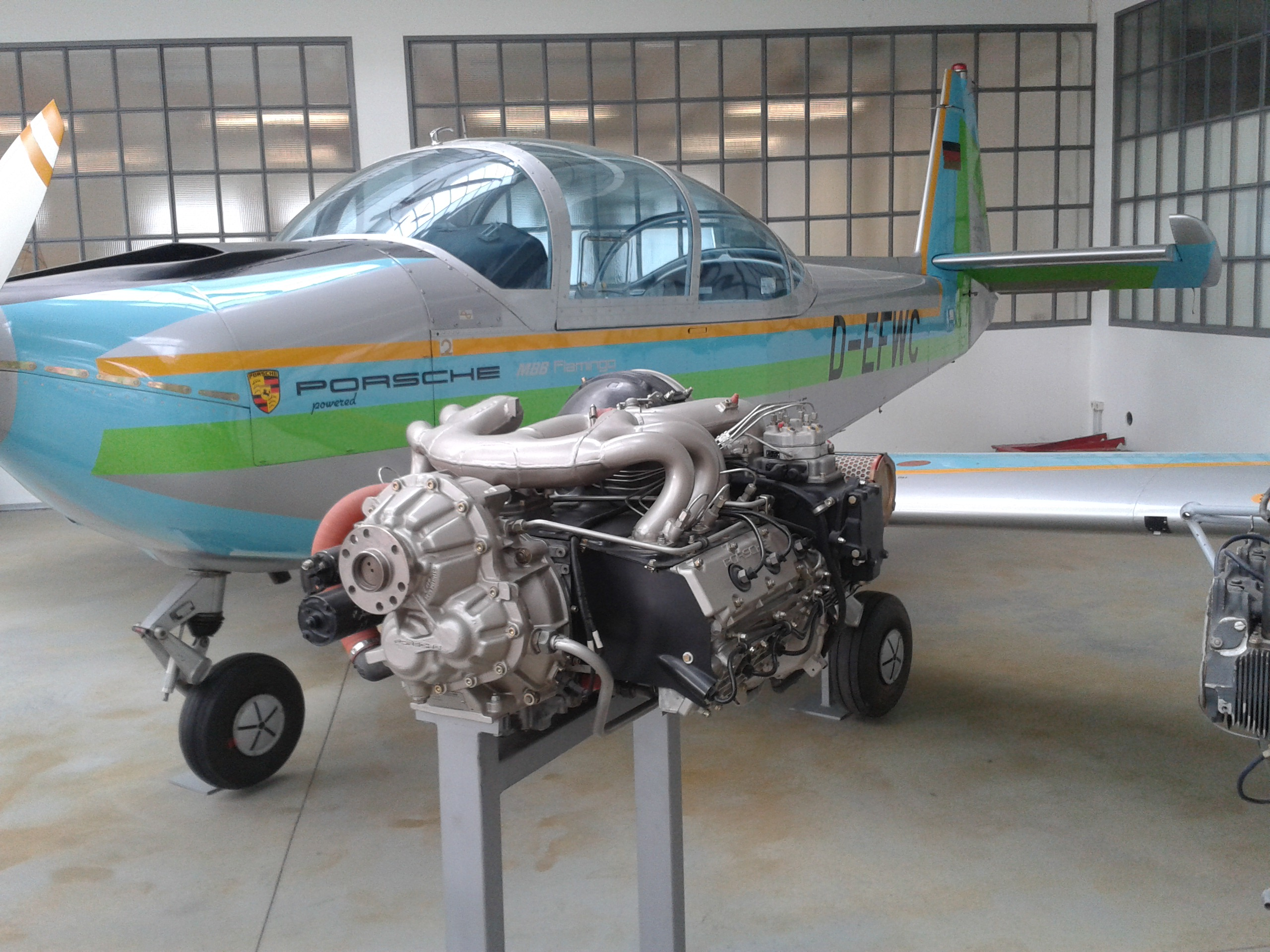
Avion MBB 223 Flamingo à moteur flat-6 Porsche PFM 3200.
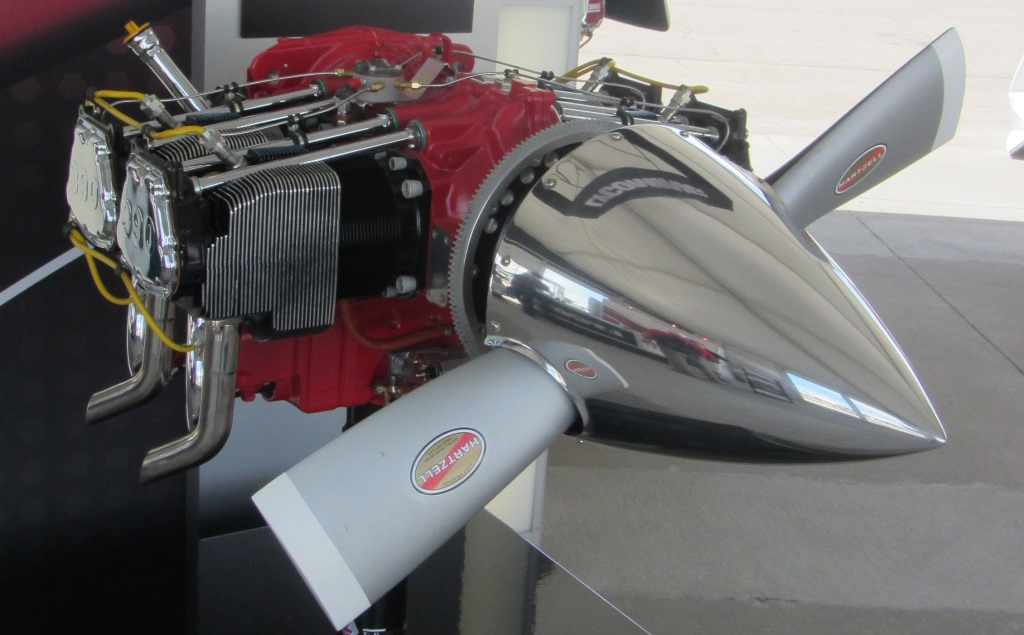
Lycoming-IO390 flat-4 de Piper PA-28.

## Quelques modèles et constructeurs
- Quelques cyclecars flat-twin, Sandford cyclecar.
- Toyota GT86, Toyota Sports 800.
- Lancia : Flavia, 2000, Gamma 4-cylindres.
- Moteur boxer Alfa Romeo : Alfasud, Sprint, Arna, 33, 145, 146.
- Subaru : 1000, Leone, Legacy, Impreza, Baja, Alcyone SVX.
- Saab 9-2X.
- Volkswagen : Coccinelle, Combi, SP, Karmann Ghia, Type 3 et Type 4.
- Panhard : DB coach, Panhard Dyna X, Dyna Z, PL 17, 24, CD, Junior, et char de combat 12-cylindres (flat-12) EBR et AML.
- Moteur bicylindre boxer Citroën et moteur boxer série G Citroën : 2 CV, Méhari, LN et LNA, Visa, Ami 6 et 8 (2 cylindres), Ami Super, GS et GSA, Axel, Oltcit (4 cylindres).
- Porsche : Type 64 4-cylindres de 1939, 356 4-cylindres de 1948, 911 6-cylindres de 1959, Boxster de 1996, Lykan HyperSport, et nombreuses variantes, 917 12- ou 16-cylindres de 1969.
  - Compétition : Porsche 360 Cisitalia 12-cylindres de 1947, 917 12- et 16-cylindres de 1970, et 962 6-cylindres de 1984.
- Chevrolet Corvair 6-cylindres, et Tucker '48 (à moteur d'hélicoptère 6-cylindres à plat modifié) (des raretés aux États-Unis).
- Moteurs 12-cylindres à plat Ferrari : 312 T, Pinin, 312 B, Berlinetta Boxer, 365 GT4 BB, 512 BB, et Testarossa.

Quelques moteurs
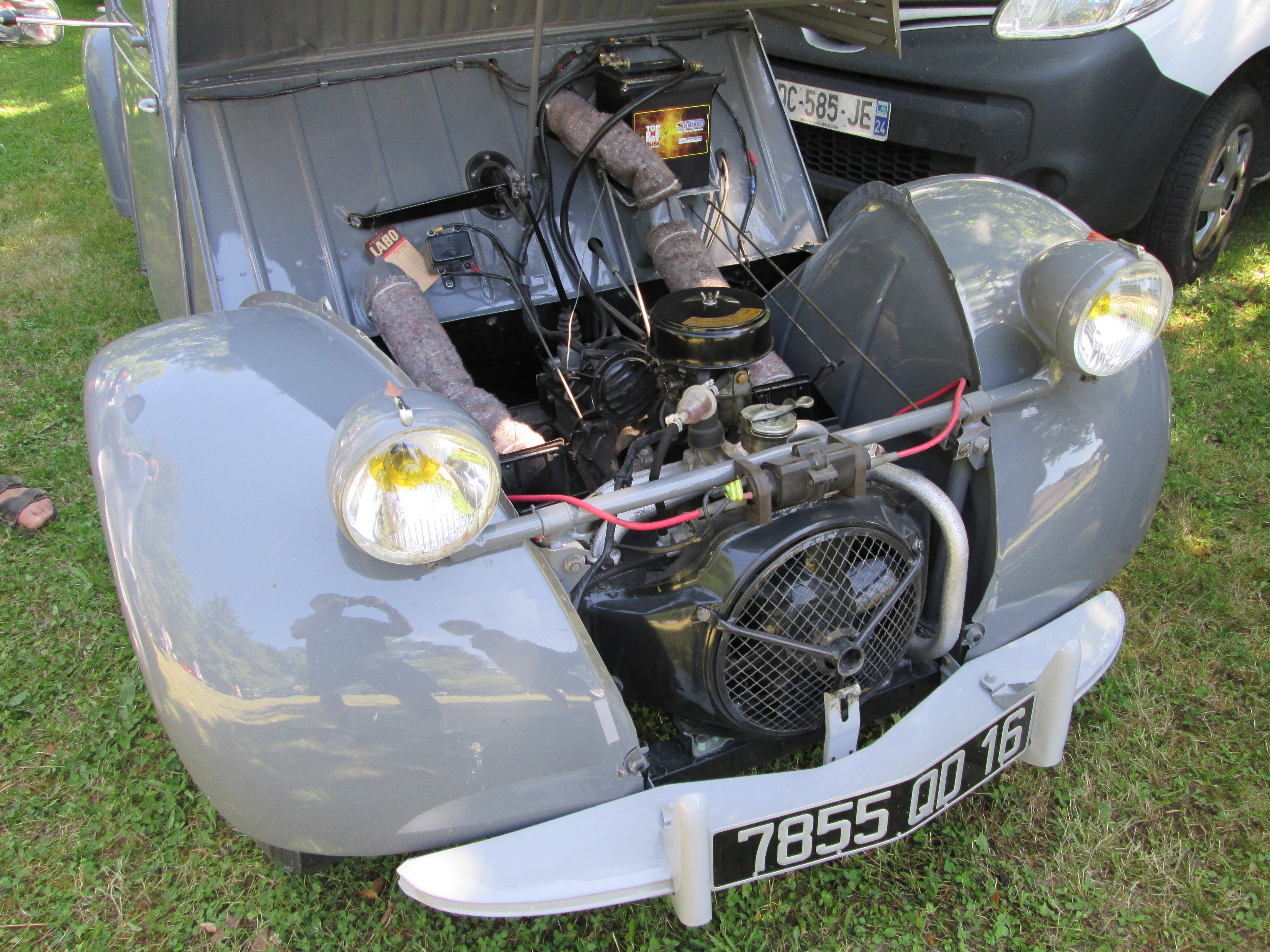
Bicylindre Citroën des années 1930 de 2 CV.
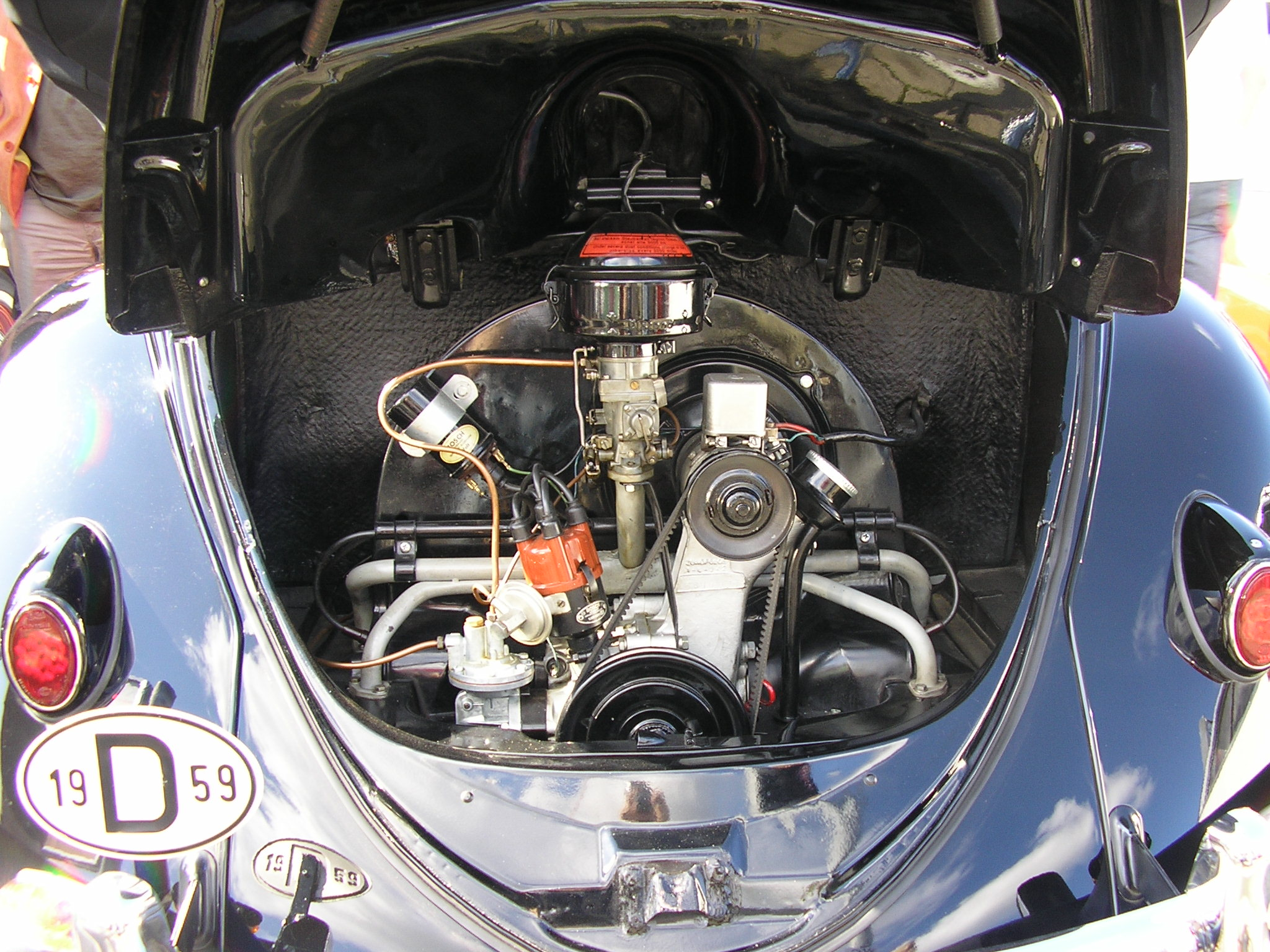
4-cylindres de Volkswagen Coccinelle (1938).
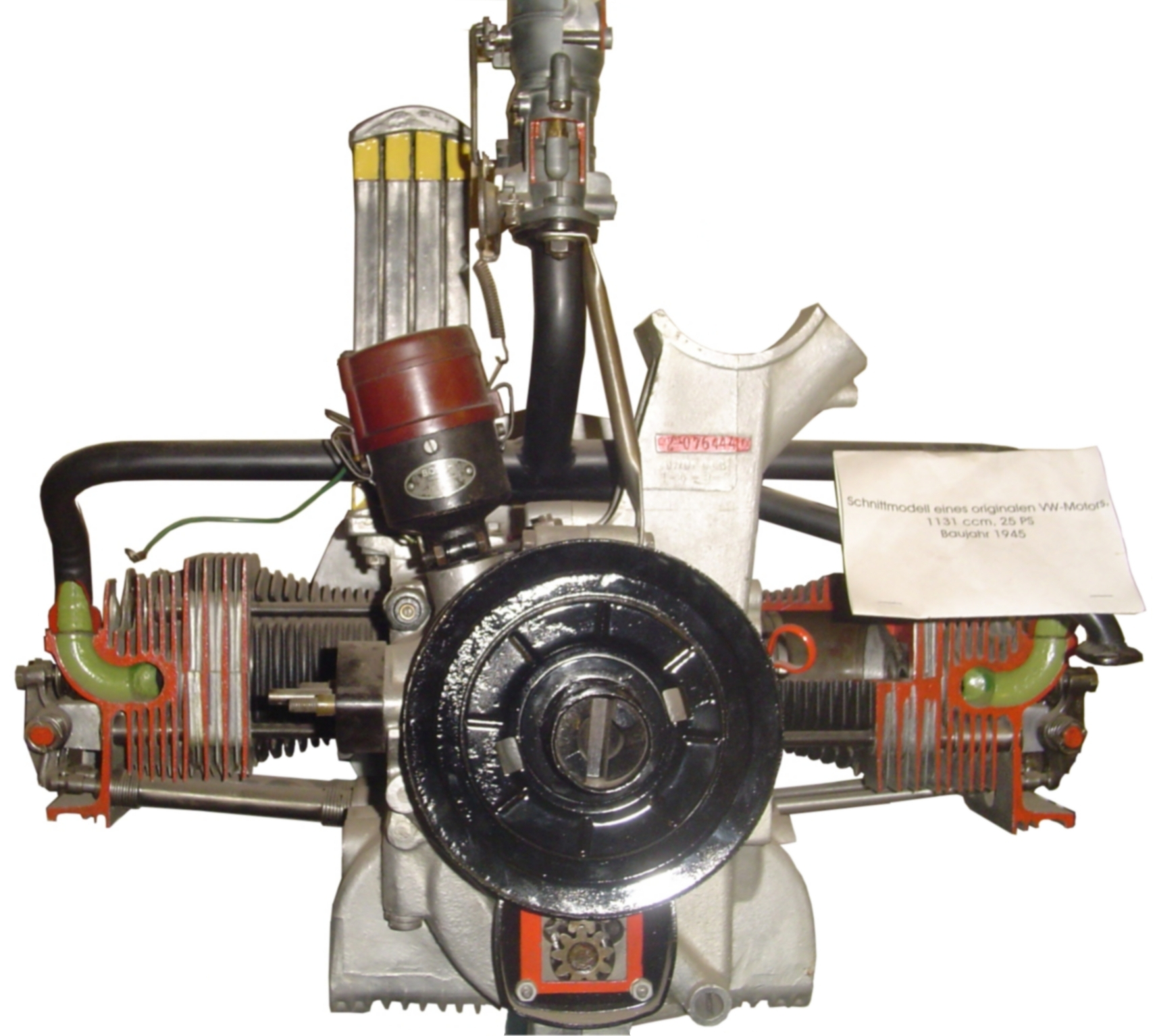
4-cylindres de Volkswagen Coccinelle (1938).
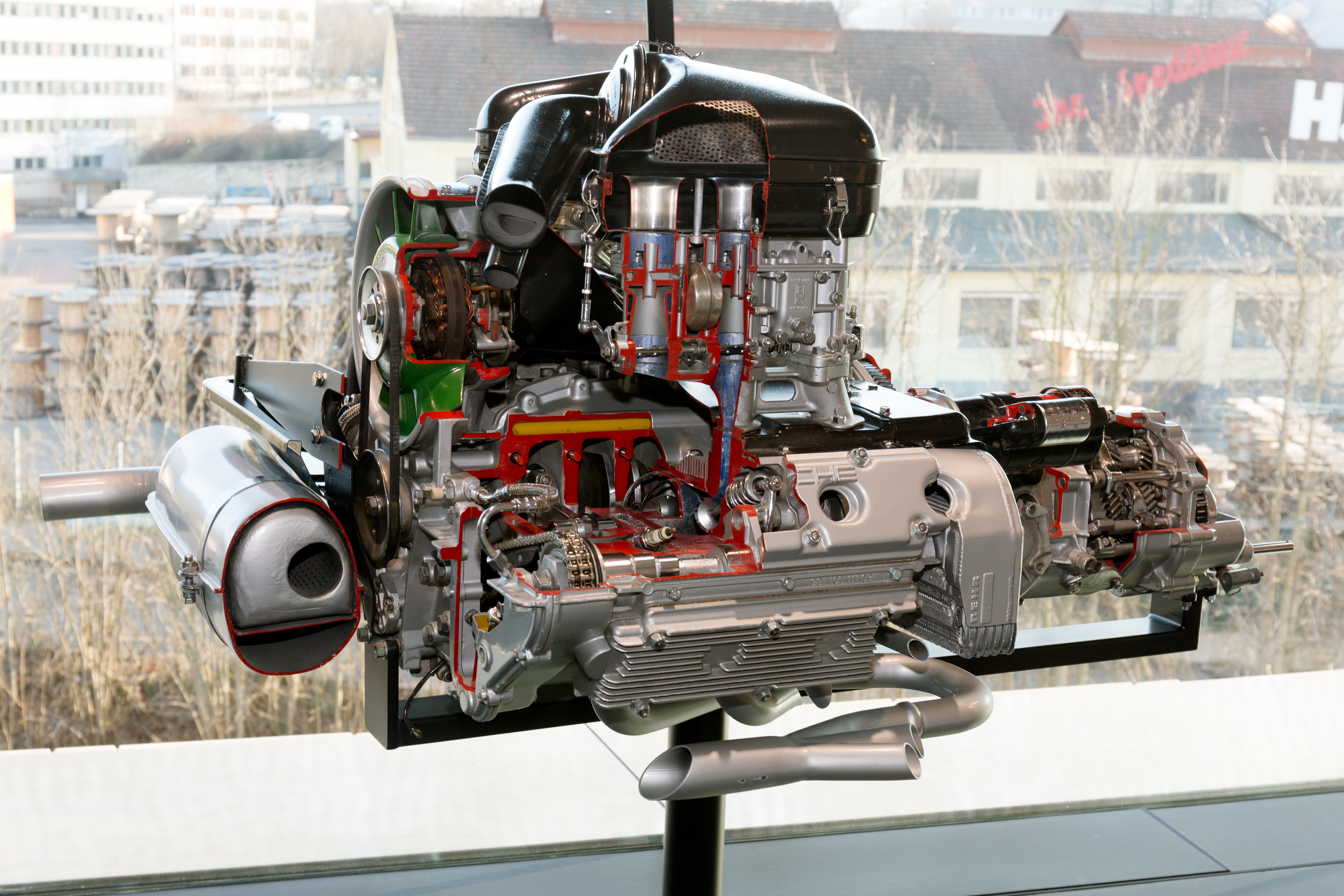
Moteur 6-cylindres de Porsche 911 (901), Porsche Museum de Stuttgart.
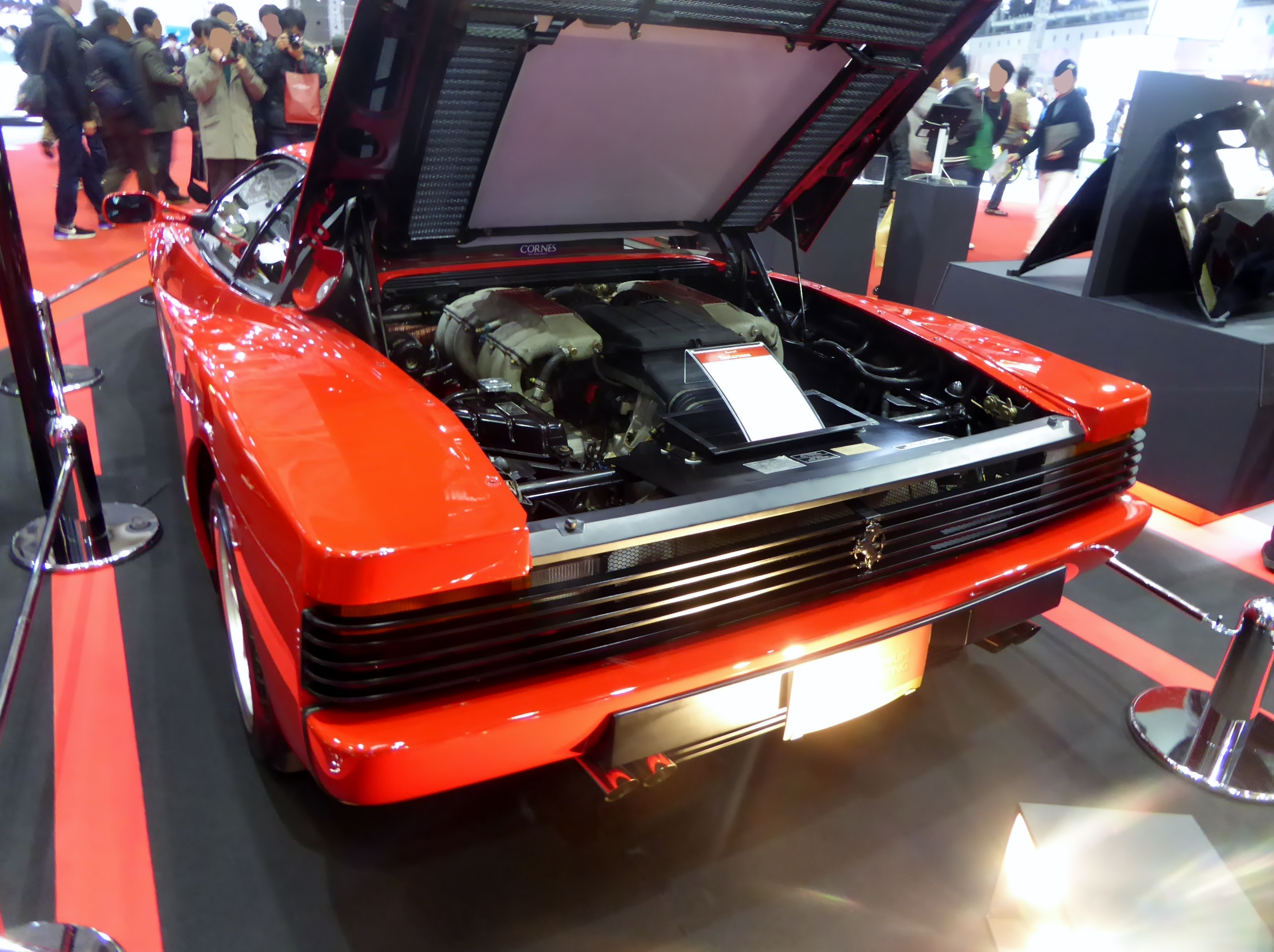
Ferrari Testarossa, moteur 12-cylindres à plat.

Les moteurs à plat motorisent de nombreuses motos dont les Honda Gold Wing (4- et 6-cylindres), Ratier, CEMEC, certaines BMW (ex. : R 12, R 32, R 42, R 47, R 75/5, R 1200 R, certaines GS), Chang-Jiang, Douglas, Magnat-Debon (avec un vilebrequin transversal, entouré d'un cylindre devant et l'autre derrière), les BFG 1300 et MF 650 à moteurs d'origine Citroën à quatre et deux cylindres, Midual type 1 avec moteur flat-twin transversal de 1 000 cm3.

Quelques motos
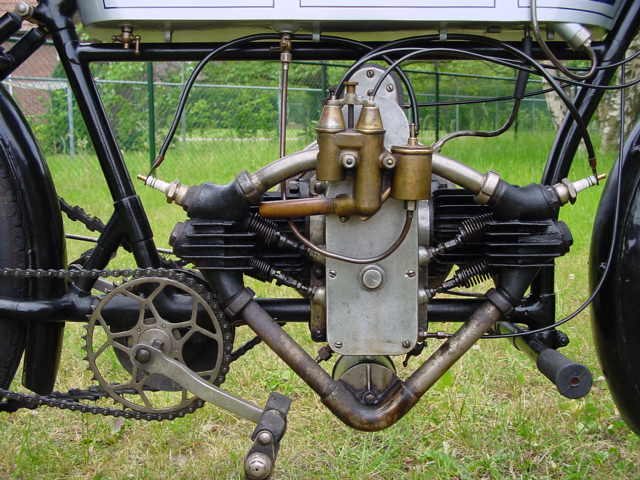
Douglas N3 flat-twin (1912).
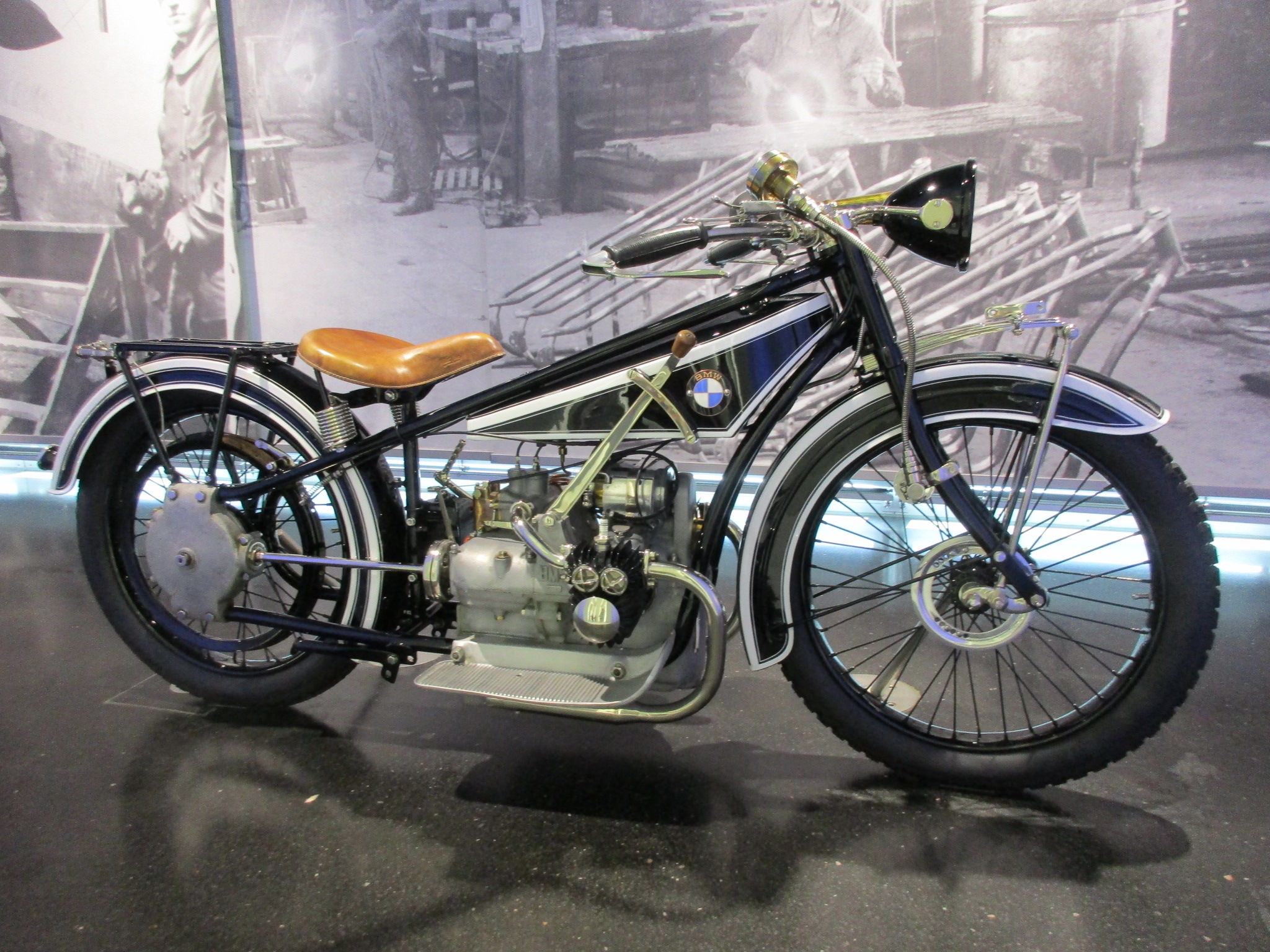
BMW R 32 (1923), musée BMW de Munich.
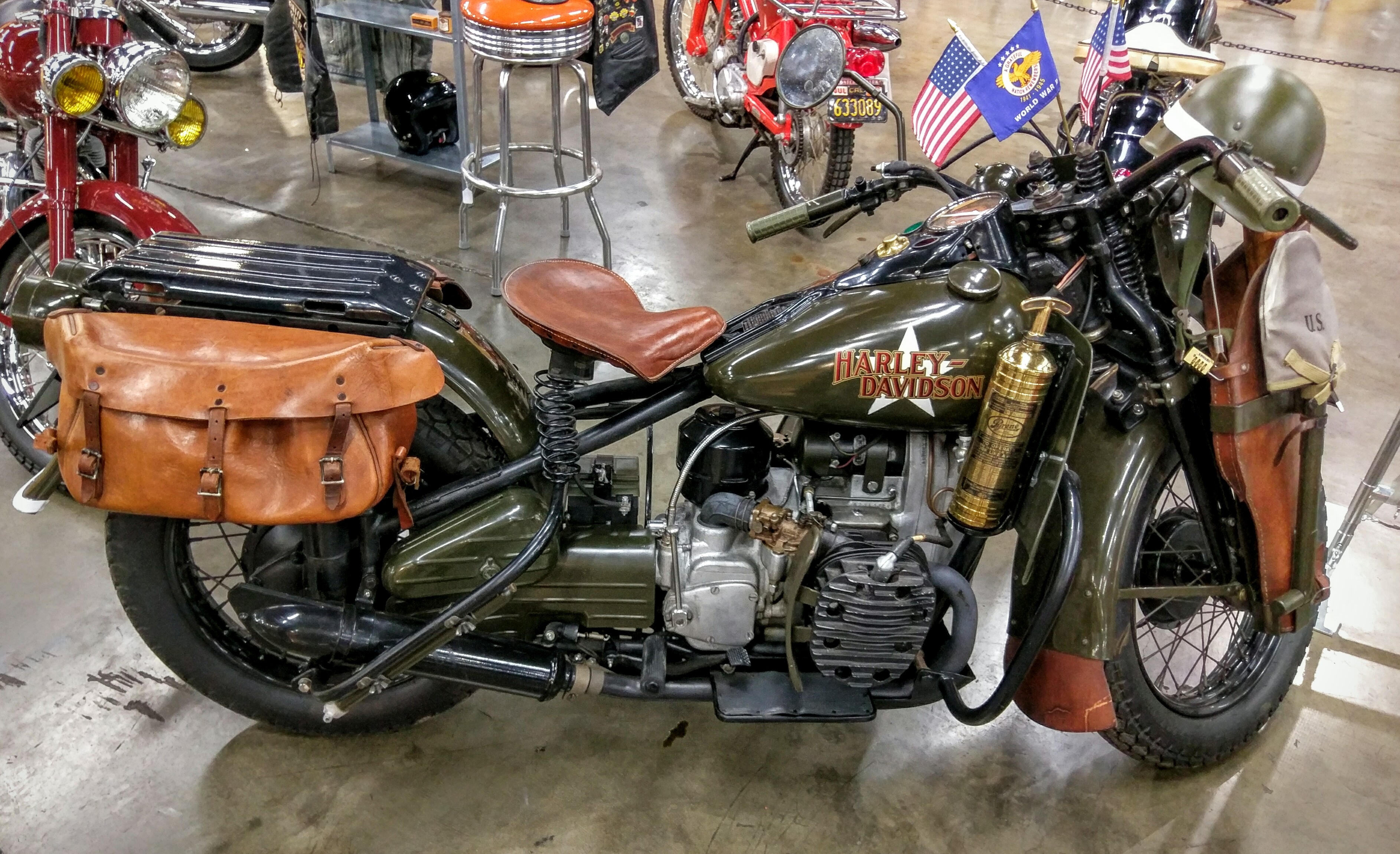
Harley-Davidson XA (1942).
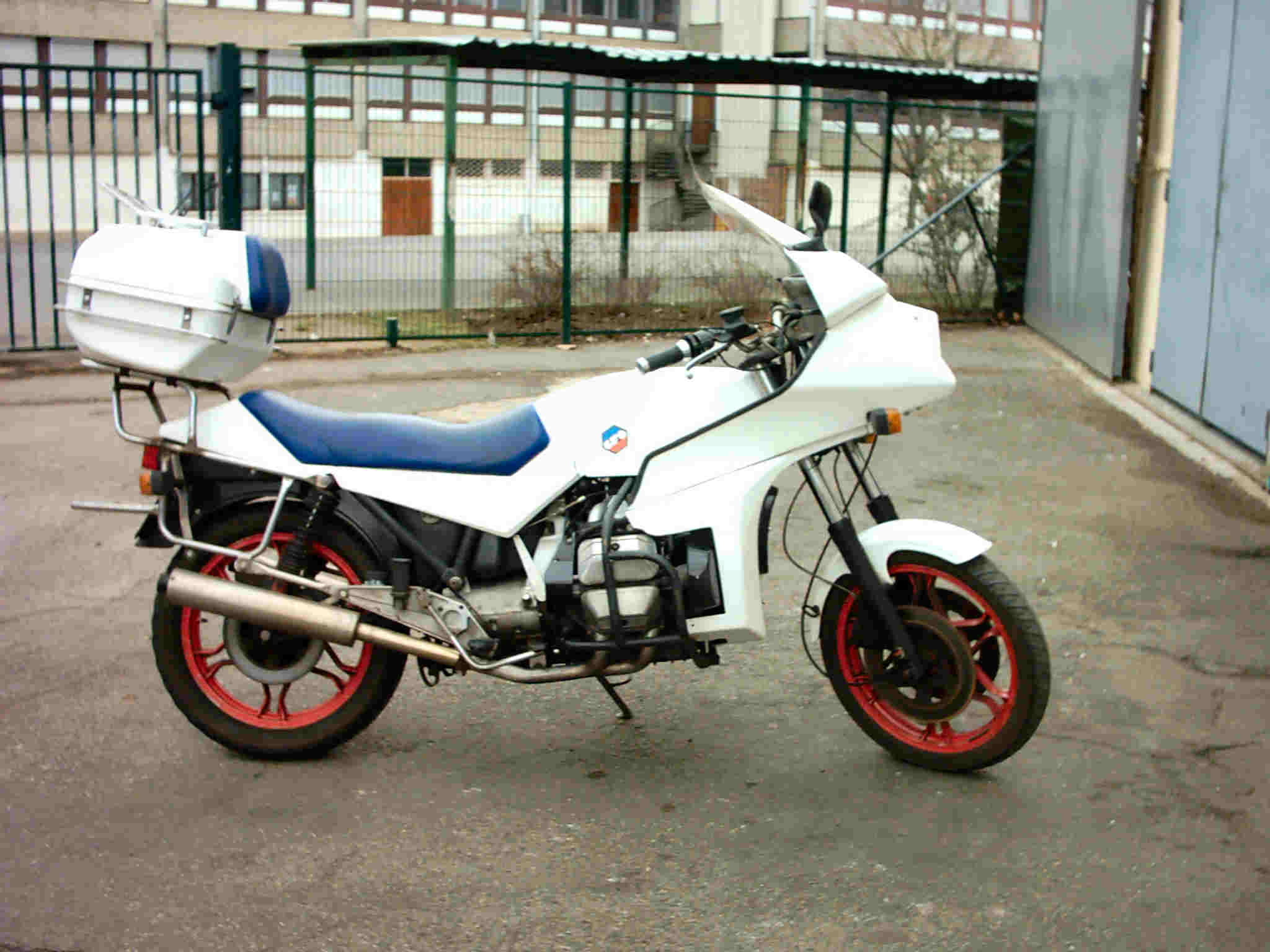
BFG 1300 (1982)
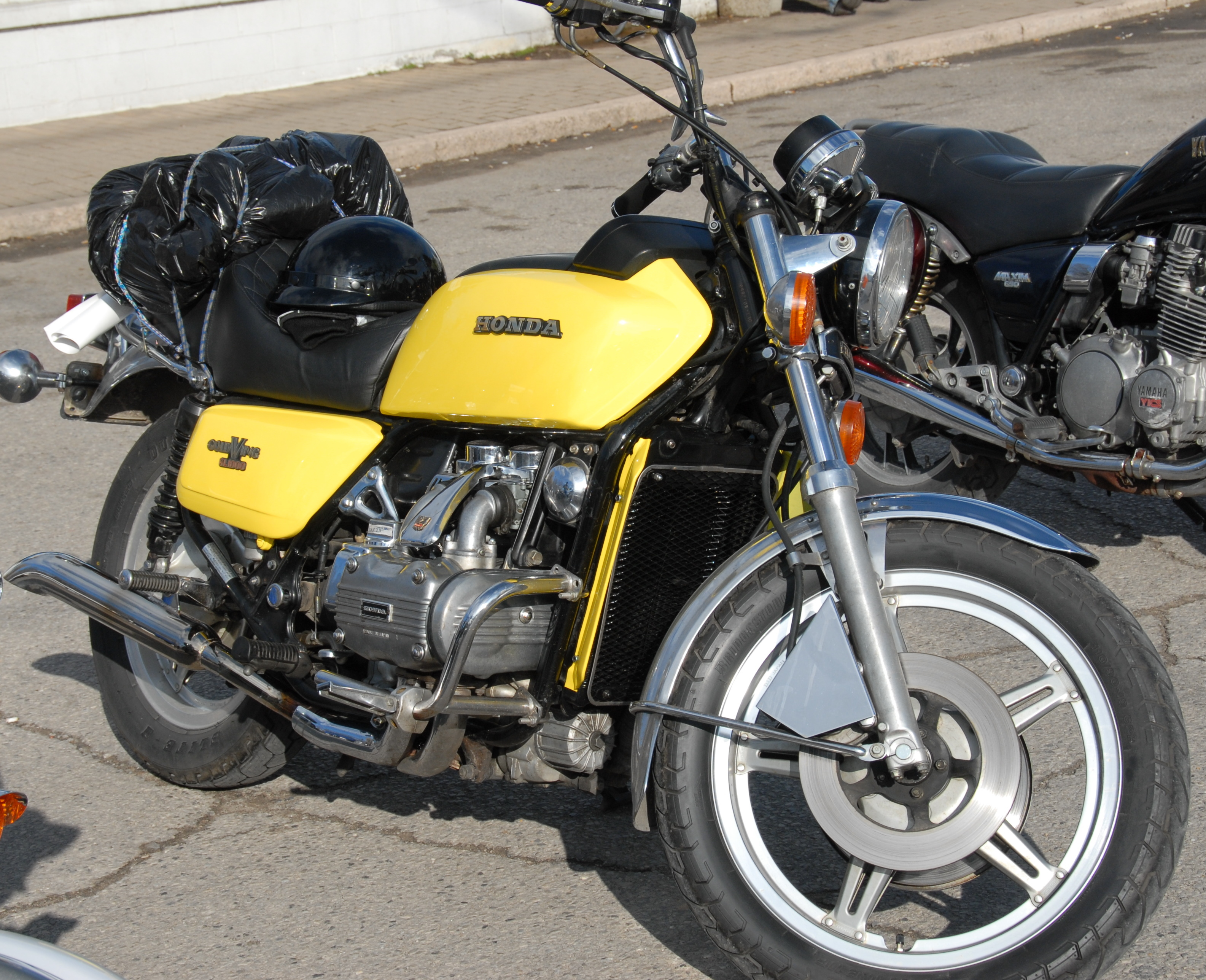
Honda Gold Wing GL1000 4-cylindres (1978).
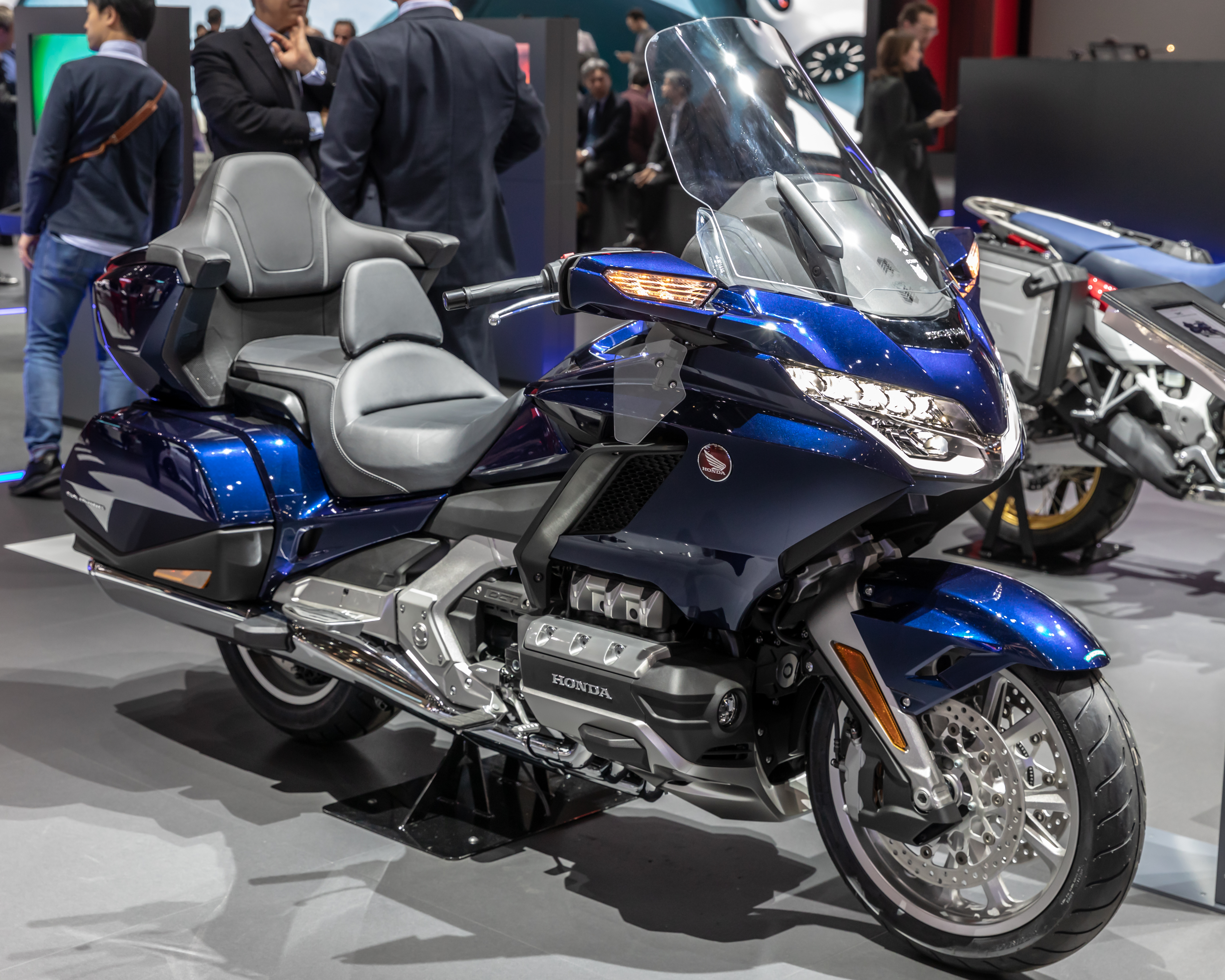
Honda Gold Wing 6-cylindres (2019).
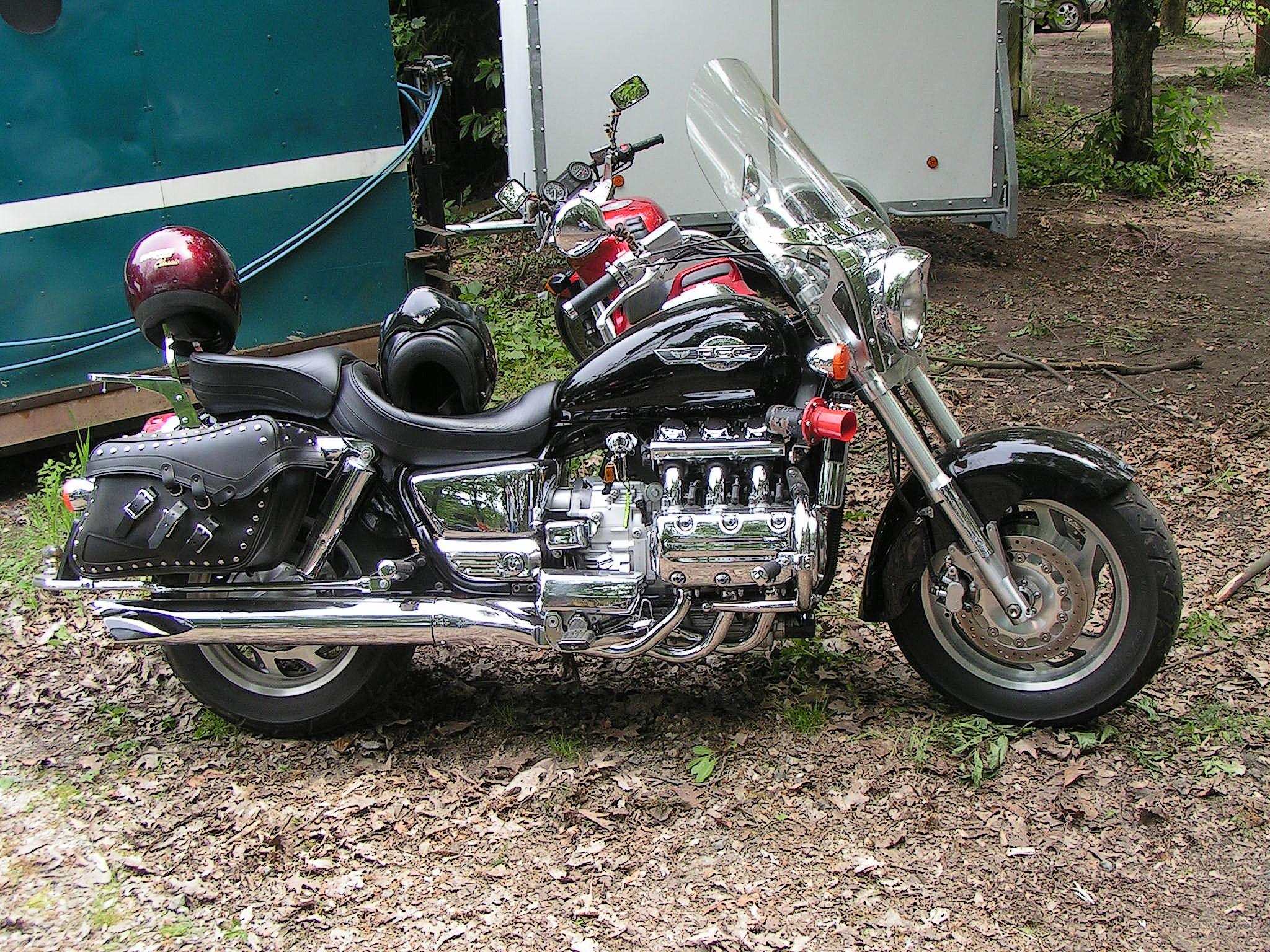
Honda F6C Valkyrie (1997)
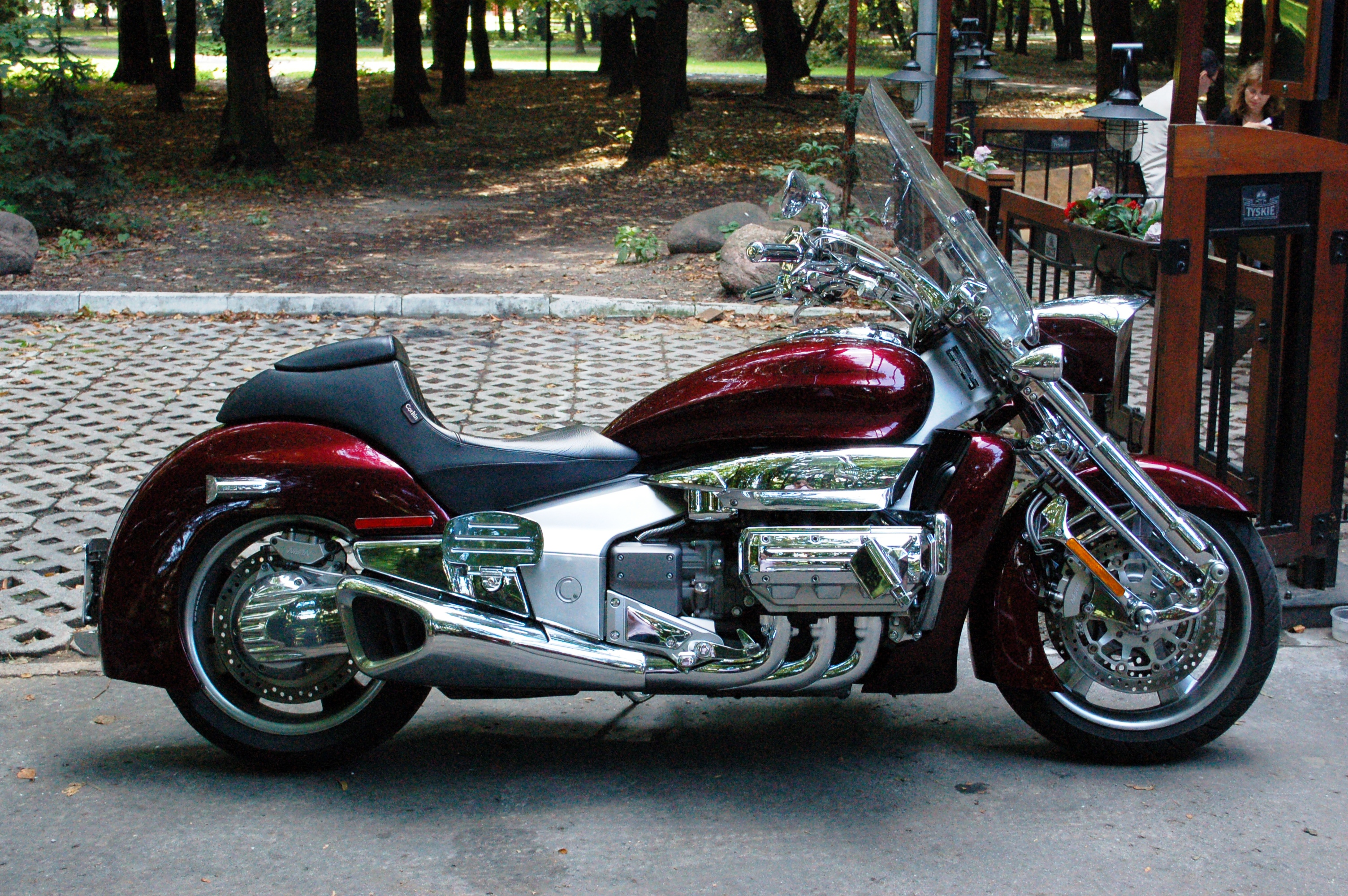
Honda Valkyrie 6-cylindres de Gold Wing 1800 GL (2004).
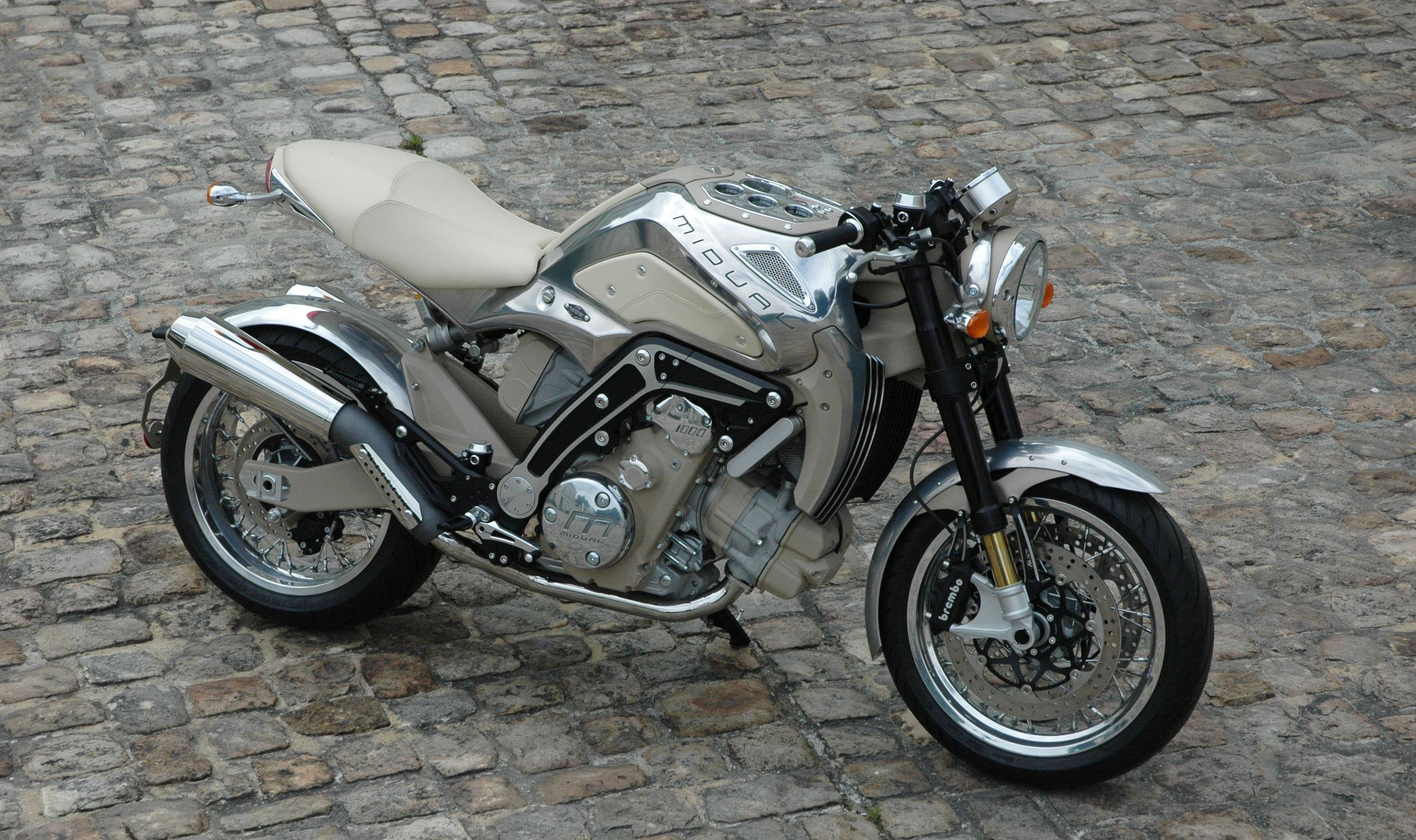
Midual Type 1 (2020).

En aéronautique, ils motorisent de très nombreux avions légers : Demoiselle (avion), Blériot XI, Lycoming Engines, Continental Motors, Rotax, Hiller UH-12 Raven, Cessna (Cessna O-2, Cessna 152, Cessna 170, Cessna 172, Cessna 182, Cessna 340), Mudry Cap 10, Mudry CAP 230, Extra 300.

## Moteurs à plat de typeboxeret autres
Il existe plusieurs types de moteur à plat (cas du moteur à plat à unique vilebrequin) : les moteurs à plat à manetons communs (avec ses variantes : moteur avec cylindres en H par exemple), les « boxer », qui se distinguent par le mouvements des pistons qui ressemblent à ceux des poings d'un boxeur : lorsqu'un piston se dirige vers la droite, son opposé direct se déplace vers la gauche de façon synchronisée (comme sur l'animation).
Dans un moteur à plat à manetons communs les pistons se déplacent ensemble vers la gauche ou vers la droite. Ce dernier cas est surtout voire exclusivement l'apanage du moteur 12 cylindres à plat (voire plus) où le mariage heureux de deux bancs de 6 cylindres ne requiert pas de complication de l'embiellage pour achever un très bon équilibrage des masses et cyclique.
Il existe aussi un troisième type de moteur à plat exploité par exemple dans les moteurs à plat de 8 cylindres où les manetons sont décalés mais à un angle différent des 180° des boxers (non représenté sur le schéma plus bas), 90° par exemple.
Ces agencements ont à chaque fois pour objet d'offrir le meilleur compris d'équilibrage des masses et de régularité cyclique.

Différence entre moteur à plat boxer et à plat à manetons communs
Moteur flat-twin boxer.
Moteur boxer (en haut) et à manetons communs (en bas).
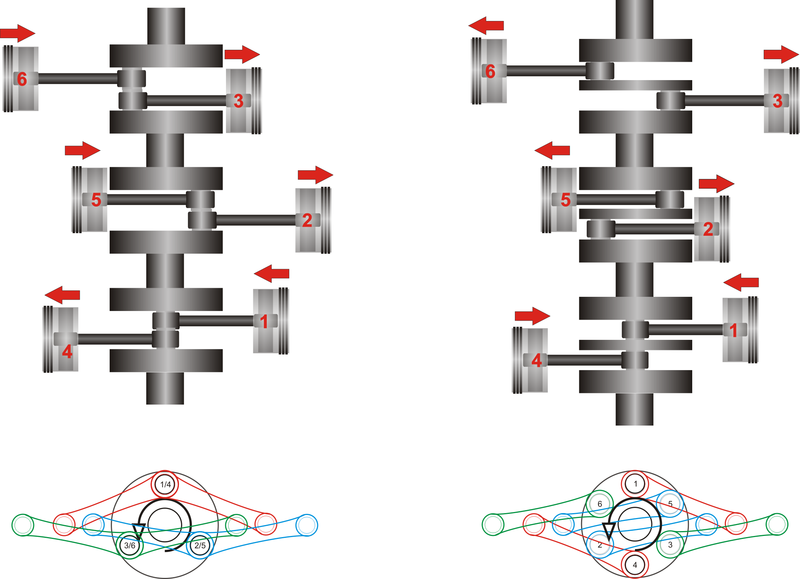
A plat à manetons communs (à gauche), boxer (à droite).
Moteur avec cylindres en H.

Les Porsche 911, Subaru Impreza, Alfasud, Citroën GS et GSA, et Citroën 2 CV sont des véhicules à moteur à plat boxer comme quasiment toute la production de moteurs à plat de 2,4 et 6 cylindres. La Ferrari Berlinetta Boxer (improprement nommée Boxer par les journalistes et repris par la culture populaire automobile) est un véhicule à moteur Ferrari 12 cylindres à plat, mais non boxer, contrairement à ce que son nom semble indiquer. Les embiellages sont partagés par chaque paire de cylindres opposés.
Comme quasiment toute la production de moteurs à plat automobile est de type boxer, les types « à plat » et boxer sont souvent injustement assimilés. Les moteurs à 8 cylindres à plat (et autres quantités de cylindres) utilisant des embiellages qui ne sont ni communs ni boxer (180°) ne sont quant à eux que très marginaux.

## Technique
Ces moteurs sont trop peu différents des moteurs en ligne ou en V pour qu'un de ces types prennent clairement l'avantage sur les autres. Dès quatre cylindres, tous ces types sont presque équivalents en termes d'équilibrage,. Les moteurs à plat existent en diesel, et, plus rarement, en version à deux temps,.
En termes de volume, la forme plate de ces moteurs permet, plus facilement que la forme des moteurs en ligne ou en V, d'abaisser le centre de gravité, ce qui favorise une bonne tenue de route.
Les cylindres dépassent du volume général, ce qui a deux conséquences. D'une part, il est aisé de les refroidir par air, ce qui donne un moteur plus simple ; cependant cette technique a aussi des limitations, et lorsque le choix du refroidissement à eau est fait, cet avantage disparait. D'autre part, sur une moto les têtes de cylindres et leurs éléments (bougies, soupapes et mécanique associée, admission et échappement, etc.) sont facilement accessibles, ce qui facilite l'entretien ; sur une voiture, c'est l'inverse (les têtes de cylindres sont plus facilement accessibles avec un moteur en V ou ligne), et dans certains cas le moteur à plat devra même être déposé pour certaines opérations simples.

## Équilibrage inhérent au nombre de cylindres
Dans un bicylindre à plat boxer, les forces d'inertie du 1er et 2d degrés sont équilibrées. Mais les couples d'inertie du premier et du second degré ne sont pas équilibrés à cause de l'embiellage rendant impossible l'alignement de deux cylindres se faisant "face". Cependant cette configuration est, du point de vue de l'équilibrage des masses, la meilleure des configuration des moteurs bicylindres. Elle l'est aussi d'un point de vue de la régularité cyclique en offrant un intervalle d'allumage de 360° identique aux bicylindres en ligne calés à 360° alors que ces derniers possèdent un très mauvais équilibrage naturel.
Dans un 4 cylindres à plat boxer, les forces d'inertie du premier et du second degré sont équilibrées. Les couples d'inertie du premier degré sont équilibrés, ceux du second degré eux ne sont pas équilibrés mais sont tout de même préférables aux forces du second degré d'un 4 cylindre en ligne (faiblesse principale d'équilibrage du 4 cylindres en ligne).
Dans un 6 cylindres boxer cette fois, forces et couples d'inerties du 1er et 2nd degrés sont enfin équilibrés (idem 12 cylindres à plat à manetons communs qui est un cas trivial puisque somme de deux 6 cylindres en ligne) et ce quelle que soit l'épaisseur des embiellages. Leur équilibrage est donc du niveau des 6 cylindres en ligne.
Le cas du 8 cylindres à plat est lui variable selon la configuration retenue. Mais un équilibrage des forces et couples du 1er et 2d degré est possible et très souvent obtenu.
Très généralement, et contrairement aux moteurs en V comportant un petit nombre de cylindres (2 ou 4), les moteurs à plat à 4 temps possèdent aussi presque toujours un espacement d'allumage constant : 360° pour les bicylindres, 180° pour les quadricylindres.
Remarque : cette périodicité du couple moteur instantané est très souvent un objectif favorable visé par les motoristes. Sauf dans le cas de certains moteurs de motocyclettes de compétition où on recherchera un effet « big bang » du cycle parfois favorable à l'adhérence du pneumatique dans des conditions extrêmes.